# Geschichte der Küssaburg

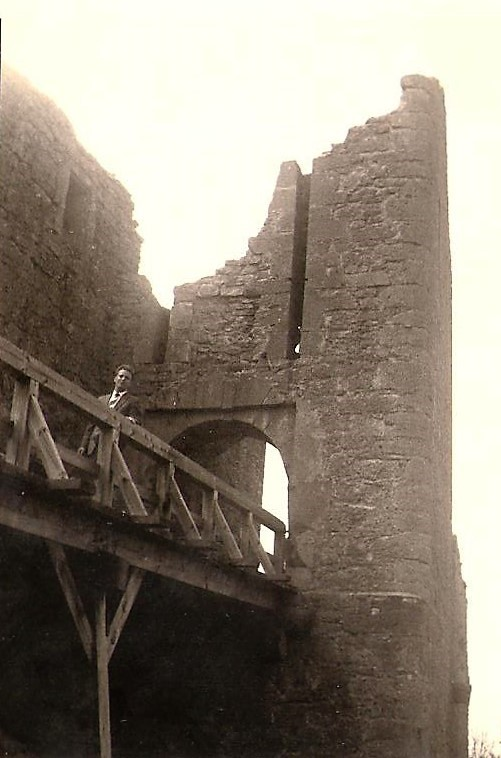
Torturm um 1950 (Ruine)

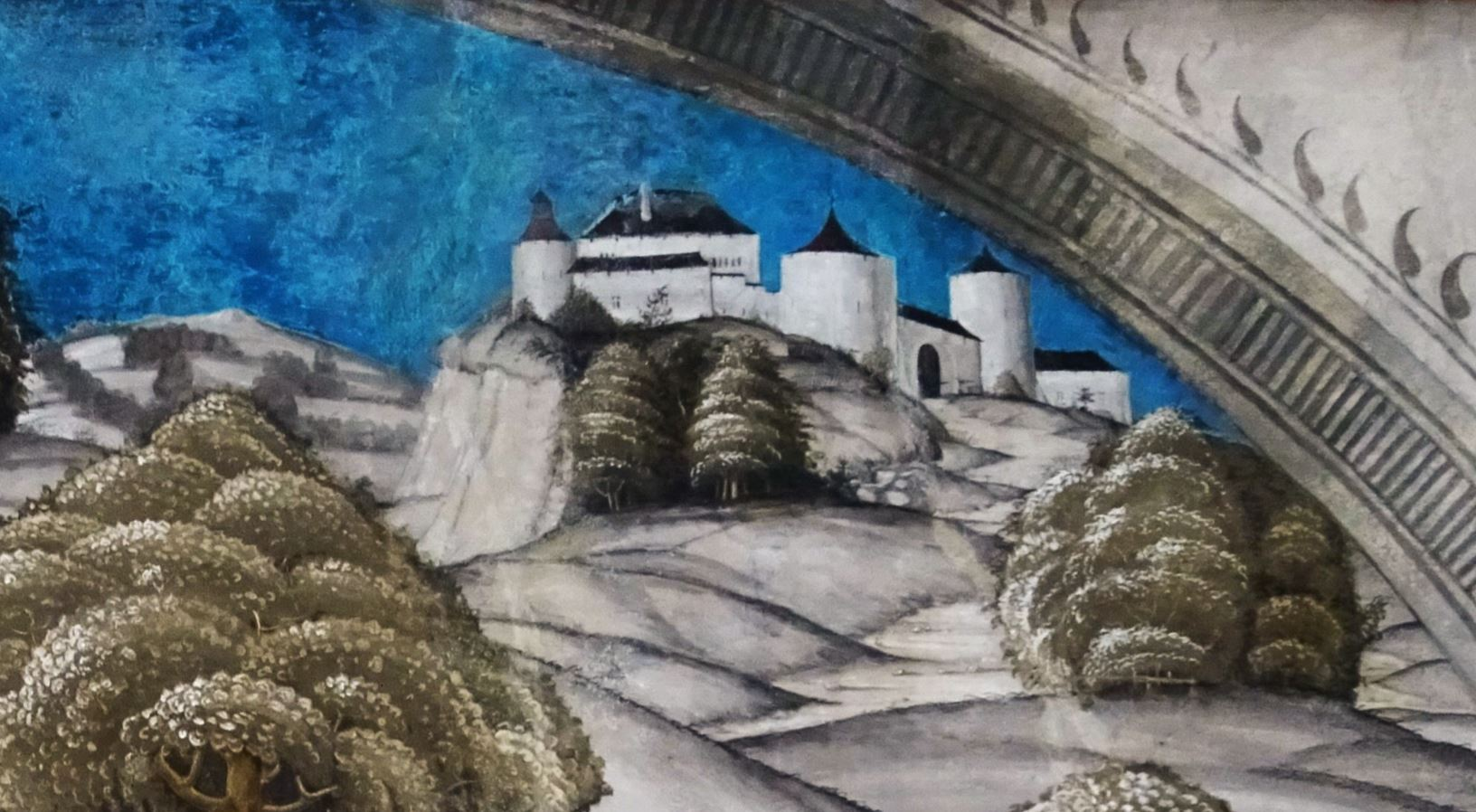
1515: Erste bekannte Darstellung der Burg (vor dem Bauernkrieg). Ausschnitt aus einem Fresco im Kloster St. Georgen (Stein am Rhein) Ganzes Wandbild siehe: Wandbild im Kloster

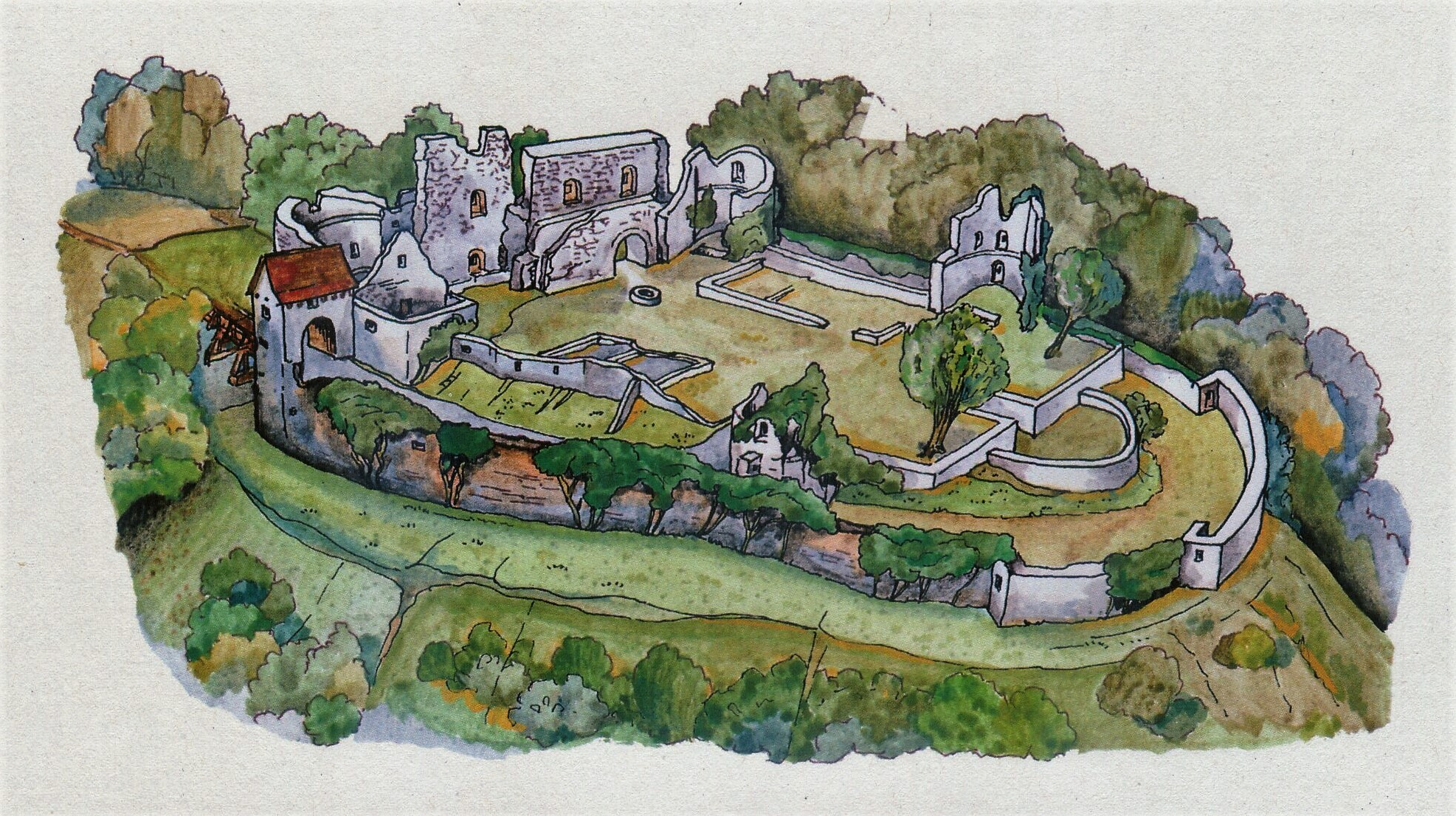
Die Burg heute (Zeichnung W. Pabst)

Die Geschichte der Küssaburg beruht zur Frühzeit auf Annahmen, die sich aus geographischen Bedingungen und aus der Geschichte der Orte im Umfeld ableiten sowie militärischen Maßnahmen zugrunde liegen – etwa mit der Annahme, dass Kelten und Römer einen taktisch bedeutsamen Platz nicht unbefestigt gelassen hätten.
Die Ruine der Küssaburg (auch Schloss Küssenberg) befindet sich im südlichen Baden-Württemberg an der Schweizer Grenze im östlichen Landkreis Waldshut in der Gemarkung der Gemeinde Küssaberg.
Zur urkundlichen Erstnennung gibt es in der Literatur verschiedene Angaben: Ob es sich dabei um den Küssenberg, möglicherweise um einen bebauten Platz handelte (888); später um ein Adelsgeschlecht, von dessen Namen auf eine Burg Rückschluss erfolgte (1135/1141) oder um die eindeutige Erwähnung einer Burg, ist ohne eine erneute Einsicht in die Urkunden nicht definitiv zu entscheiden.
Im gesamten Verlauf ist die Geschichte der Burg in der Literatur bis heute nicht zusammenhängend erfasst:

„Obwohl die Geschichte der Burg in zahlreichen Einzeldarstellungen behandelt wurde und aus dieser Sicht ausgiebige Hinweise vorliegen, steht eine quellenmäßig belegte und vollständige Abhandlung bisher aus.“

## Namensbildung
Zur Namensgebung gibt es zwei wissenschaftlich begründete Ableitungen und einige regionale, poetische und auch spekulative Deutungen, die sich auf Vergleiche im Wortklang oder in der Schreibweise beziehen.

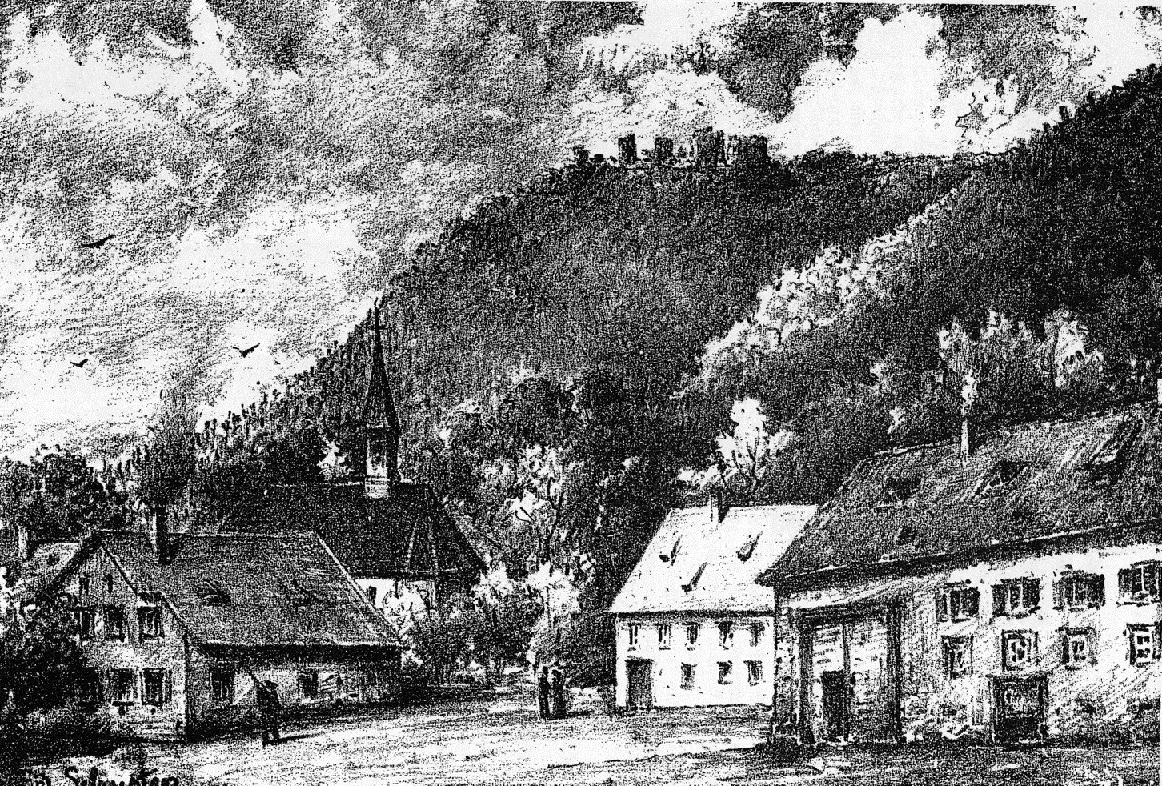
Die Küssaburg von Küßnach aus. Bild von Eduard Schuster, 1908

Ortsnamen leiten sich im Allgemeinen von zwei Faktoren ab – zum einen von Namen von Begründern und Besitzern, zum andern von topographischen Merkmalen – Geländebezeichnungen –, wobei „die Gewässernamen (Hydronyme) sehr dauerhaft an der einmal benannten geographischen Erscheinung haften bleiben, dauerhafter als die Siedlungsnamen und daß sie auch etwaige Bevölkerungsverschiebungen, zum Beispiel Völkerwanderungen überstehen konnten.“
Es ist zu beachten, die Ortsnamen (Burg) Küssenberg und Küßnach in der Namensgebung im Verbund zu untersuchen, zumal sie auch historisch zusammengehören. Beide sind „zusammengesetzte Namen (Komposita)“, dabei Küßnach – „mit -bach oder -ach/-a als zweitem Bestandteil (Grundwort). […] Während -bach erst im Deutschen zu dem Grundwort der Flußnamengebung wurde, gehören Zusammensetzungen mit -ach/-a als zweiter Komponente in ältere, germanische Zusammenhänge […] in der Völkerwanderungszeit oder noch früher. […] Es wäre nicht sinnlos, dort mit keltischen Namen zu operieren.“
Bei -ach oder -a …

„… handelt es sich um Zusammensetzungen mit dem altdeutschen Wort aha ‚Wasser‘. […] Vereinzelt sind auch schon aha-Namen mit einem Personennamen als Bestimmungswort zusammengesetzt. Einen solchen Fall weist auch die Hydronomie des Landkreises Waldshut auf, und zwar in den Siedlungsnamen Küßnach und Küssaberg. Schon lange wurde vermutet, daß in beiden Namen ein alter Name des heute Hinterbach (zum Rhein) genannten Gewässers fortlebt.“

Historische Belege.

Burgberg vor der Klettgauebene, 1958

Nach Albrecht Greule ist als Bestimmungswort ein Personenname – Kusso (Genetiv Kussin) – zu sehen, in Verbund mit dem Grundwort -ach in Küßnach. Dies gilt dann auch – durch denselben Besitzer beider Orte – in der Übertragung auf (Burg) Küssaberg.

„Mit der Wutach beginnend breitet sich im Landkreis Waldshut eine ach-Landschaft bis fast an den Alpenrand aus […] Man geht wohl nicht zu weit, wenn man diesen Befund mit einer frühen Besiedlung des östlichen Hochrhein- und des nördlichen Bodensee-Raumes durch germanische Stämme (Alemannen) erklärt.“

Eine zweite Version geht ebenfalls von einem zusammengesetzten Namen aus: im Bestimmungswort von dem Personennamen ‚Cossinius‘:
In der Heimatforschung Emil Müller-Ettikon: „Auf dem Küssenberg saß ein Kelte, der sich Cossinius nannte, ein Geschlechtername, der mehrfach bezeugt ist. Er gab auch dem Dorfe Küßnach den Namen. Die -ach kommt hier nicht von dem germanischen aha = ach, was fließendes Gewässer bedeutet […], sondern ist das keltische Suffix -akos, lateinisch akum, das den Besitz, die Zugehörigkeit zu einer Person ausdrückt.“
Beide Deutung werden von dem Archäologen Jürgen Trumm erwogen:

„Bei den Ortsnamen nördlich des Hochrheins wird eine mögliche vordeutsche Herkunft von seiten der Sprachwissenschaft lediglich für Gurtweil (curtis villa mit Bezug auf die römische Siedlungsstelle Schlößlebuck), Rafz und Küßnach gegenüber Zurzach diskutiert. Im letzteren Falle vermutet B. Boesch – wie bei Küßnacht am Zürichsee bzw. Küßnacht am Vierwaldstättersee – eine gallorömische Ortsbezeichnung mit der möglichen Ableitung von fundus Cossiniacus [Hof des Cossinius].“

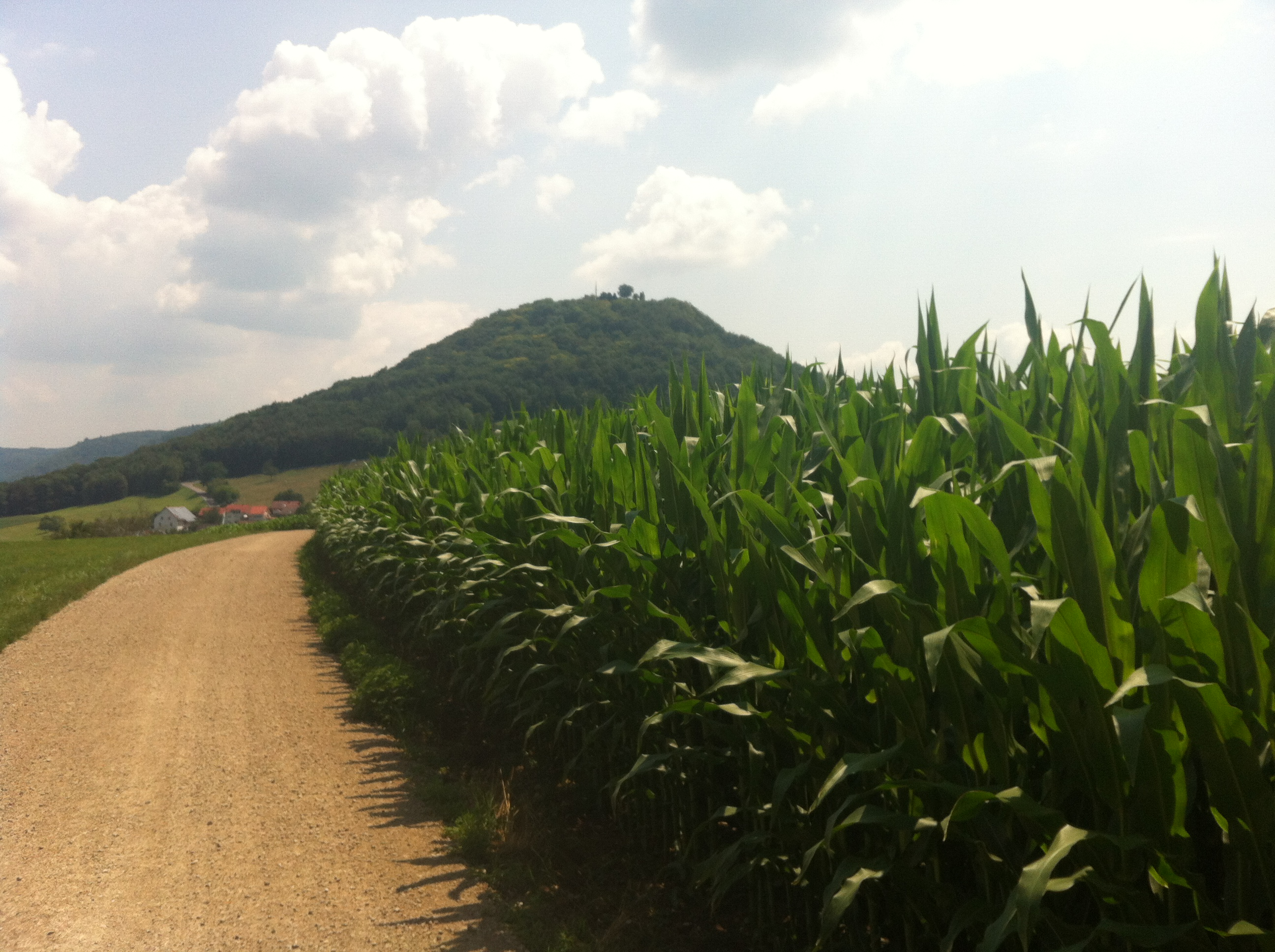
Römerstraße von Dangstetten nach Bechtersbohl

„Diese These ist verlockend, wenngleich römische Funde von der Gemarkung Küßnach bislang nicht bekannt geworden sind. Küßnach wäre demnach der einzige vordeutsche Name nördlich des Rheins bzw. des Bodensees zwischen Aaremündung und Bregenz. Denkbar ist aber auch ein germanischer Ortsname, zusammengesetzt aus einem Personennamen (z. B. ‚Chusso‘) und einem Gewässernamen mit dem Suffix -ach (für Wasser).“
In der Schweizer Nachbarschaft, im Ort (Küssnacht am Rigi) liegt das Gewicht auf der ‚gallo-römischen Deutung‘.
Die Vielzahl der poetischen, manchmal auch spekulativen Namenserklärungen, die sich meist auf Vergleiche im Wortklang oder in Schreibweisen beziehen, hat Wolf Pabst, Küssaberg, zusammengefasst.

## Lage und Bedeutung
Die Ruine der Küssaburg befindet sich auf dem Plateau des Küssenberg, eine Erhebung des südlichen Ausläufer des Randengebirges, der die Landschaft Klettgau vom Hochrhein abgrenzt.
Bestimmend für die historische Bedeutung des Küssenberges und der Befestigungsanlagen auf dem Gipfel ist die unmittelbar mögliche Kontrolle eines uralten Verkehrs- und Handelsweges aus dem Alpenvorland über den Rhein nach Norden.
Der Rundblick gestattet dort die Sicht auf diesen von den Römern ab 15 v. Chr. zur Heerstraße ausgebauten Weg südlich vom Rheinübergang zwischen den heutigen Orten Bad Zurzach/Schweiz und Rheinheim (Küssaberg) und nach Norden über die Klettgauebene auf den dort westlich gelegenen Ort Oberlauchringen sowie östlich bis zu den Randenbergen bei Schaffhausen und bis zur Anhöhe über der Stadt Stühlingen mit dem Schloss Hohenlupfen. Es wird vermutet, dass hier in römischer Zeit jeweils Wach- und Signaltürme errichtet waren.
Nach der Römerzeit reduzierte sich die Bedeutung auf regionale Aspekte, etwa als Wallburg und Refugium für die Bewohner umliegender Ortschaften, in erster Linie wohl für Küßnach und Bechtersbohl. Nach der Einbindung der Alemannia in das Frankenreich und den sich verfestigenden germanischen Staatsbildungen ab dem 6. Jahrhundert könnte die Bedeutung wieder angewachsen sein. Ob der Ort eine Rolle in den alemannischen Aufständen gegen die Karolingerherrscher spielte, ist nicht bekannt. Nachdem fränkische Grafen die Kontrolle über die von Karl dem Großen gegründeten Gaue übernommen hatten, wurde eine Burg auf dem Küssenberg zum Sitz der Klettgaugrafen.

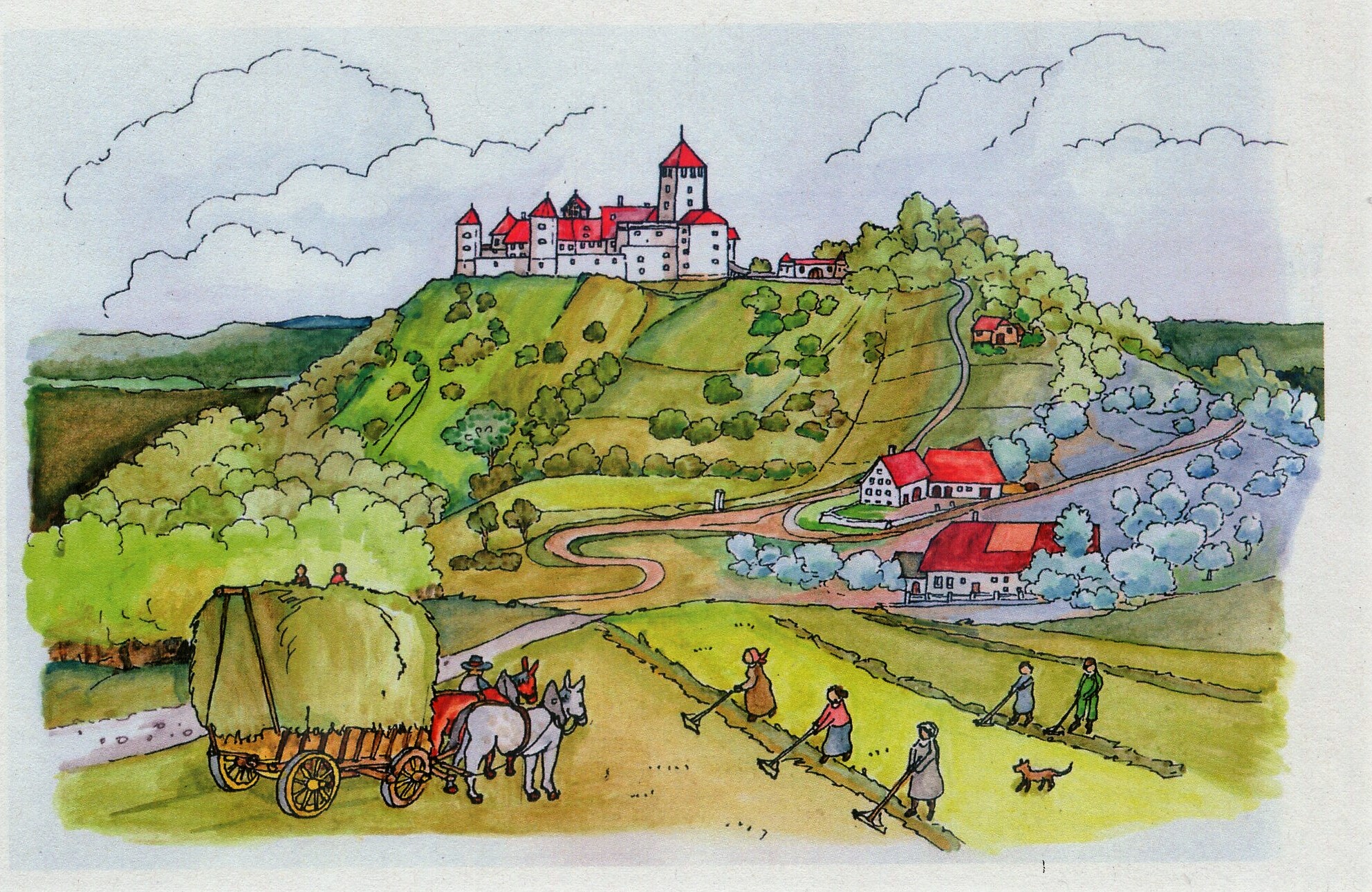
Die Burg um 1600 (Zeichnung W. Pabst)

In den folgenden Jahrhunderten der Reichsbildung, der Gründung der Eidgenossenschaft und der Entstehung europäischer Kriege ist eine strategische Rolle der Festung anzunehmen, sie wurde jedoch auch zur Zwingburg einer sich selbst bewusst werdenden Bauernschaft, konnte von diesen jedoch nie erobert werden.
Im Dreißigjährigen Krieg zeigte sich dann, dass sich in der Folge großräumiger politischer Konfliktlagen und auch militärtechnischer Entwicklungen die Bedeutung fester Plätze auflöste.
Nach der Zerstörung 1634 wurde die Küssaburg nicht mehr erneuert und verfiel.

## Vorgeschichte
Nicht nur die gesicherte Lage machte es wahrscheinlich, dass der Platz schon in Urzeiten besiedelt war. Nahe gelegene Hochflächen und Quellen boten Menschengruppen ein günstiges Umfeld:

### Frühzeit
„1938 kam beim Bau einer Wasserleitung im näheren Burgbereich ein schweres Randleistenbeil der frühen Bronzezeit (7000 bis 5000 v. Chr.) zu Tage. Die Fundstelle, eine mächtige Schuttschicht, liegt in nächster Nähe der äußeren Ringmauer aus dem Jahre 1530. Näheres über die Fundumstände ist nicht bekannt. […] Verbleib: Heimatmuseum Waldshut, Inv. Nr. Wa 474.“

### Kelten
Angenommen werden kann auch, dass der Küssenberg von Kelten befestigt war. Zwar gibt es auch im weiteren östlichen Vorfeld der Burg noch Wälle oder Wallanlagen, doch ist eine Bestimmung ohne archäologische Untersuchungen nicht möglich. Da das Plateau der Küssaburg durch die nach drei Seiten steil abfallenden Berghänge und dem schmalen ‚Schlauch‘ am Schwachpunkt der östlichen Seite gut abgeriegelt werden konnte, kann ein keltisches Befestigungswerk vorausgesetzt werden, da auch ähnlich an alten Verkehrswegen gelegene Höhenburgen in der Region wie die Wallburg Semberg, der Hornbuck bei Riedern am Sand oder der Birnberg bei Grießen auf keltische bzw. noch frühzeitliche Bebauung zurückgeführt werden.

### Römer

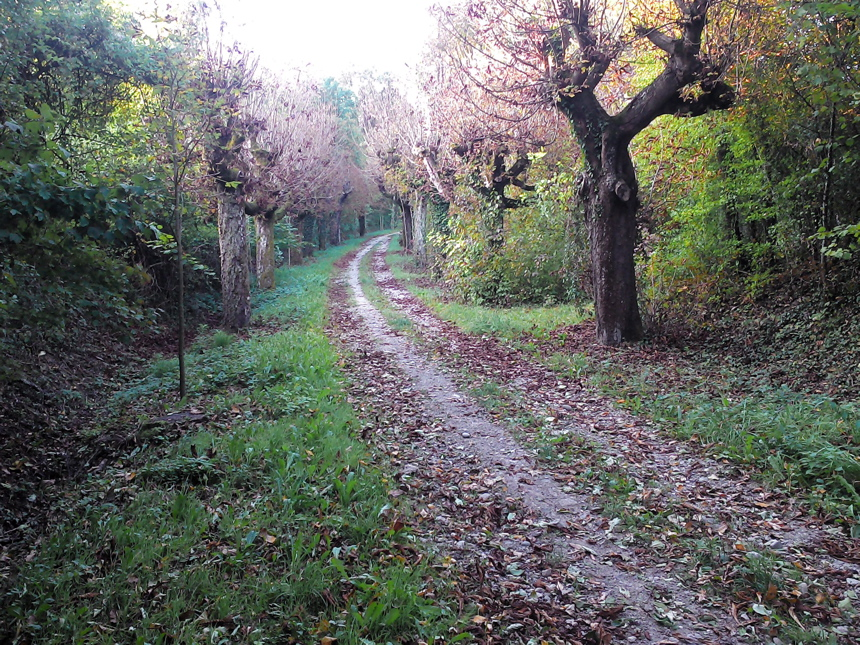
Das „Heidengäßle“ – die römische Heerstraße bei Bechtersbohl

Zudem wird vermutet, dass an gleicher Stelle vor etwa 2000 Jahren ein Wach- und Signalturm stand, um das Teilstück der römischen Heerstraße von Tenedo (Bad Zurzach/Schweiz) bis Juliomagus (Schleitheim/Schweiz) zu sichern. Am Fuß des Berges befand sich ein Gallo-römischer Umgangstempel. Eine Luftbildaufnahme, die zur Entdeckung des Tempels führte, zeigt neben der Trasse der Heeresstraße noch eine Reihe weiterer Gebäude um den Tempel, sodass von einer umfangreichen römischen Bebauung dieses Bereichs vor der Burg ausgegangen werden kann.
Die Funde und Befunde von der Bronzezeit bis ins frühe Mittelalter machen eine sehr alte Befestigung auf dem Berg wahrscheinlich, die dabei errichteten Befestigungswerke sind jedoch oberirdisch nicht mehr sichtbar. Der Heimatforscher Egon Gersbach: „Soviel sei indessen hervorgehoben, dass die meisten dieser Plätze [wie auf dem Küssenberg] infolge ihrer günstigen Verteidigungslage und unter Ausnutzung schon vorhandener Befestigungsruinen immer wieder und häufig genug bis in das frühe Mittelalter hinein bevorzugt besiedelt worden sind oder im hohen Mittelalter zum Burgenbau angereizt haben. Dabei können die mehr oder weniger stark zerfallenen älteren Befestigungswerke durch die jüngere Überbauung bis zur Unkenntlichkeit umgestaltet oder völlig zerstört oder abgeräumt worden sein. Gerade den umfangreichen und besonders tiefschürfenden Erdbewegungen, die mit dem Ausbau der hochmittelalterlichen Burgen in Stein verbunden waren, sind auf den davon betroffenen, räumlich meist beschränkten Plätzen die einst gewiß vorhanden gewesenen vorgeschichtlichen Sicherungsanlagen zumeist restlos zum Opfer gefallen.“

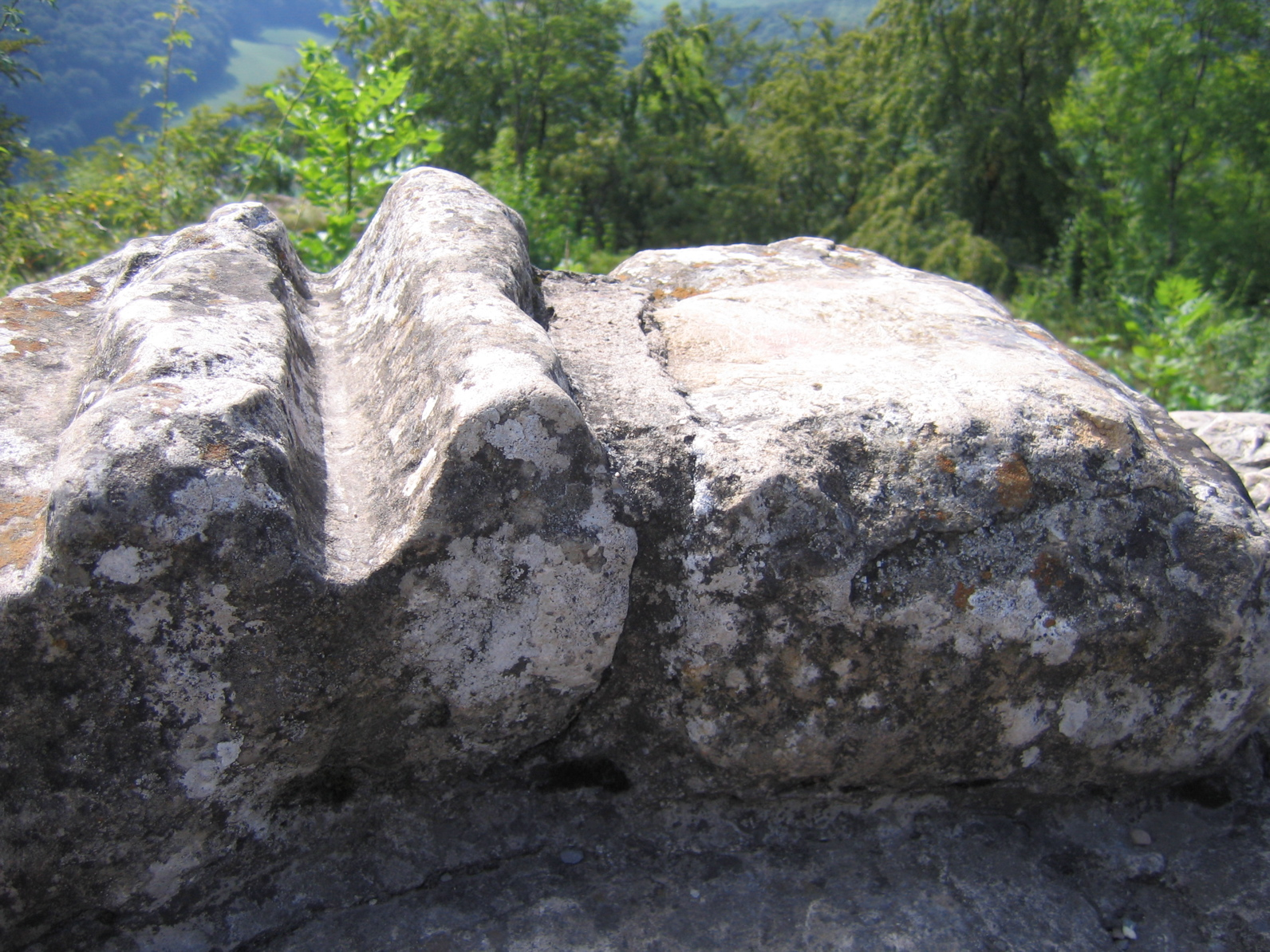
Römische Straßenplatte mit eingehauener Wagenspur

Dass nach dem Übergang zum Steinbau um 1000 n. Chr. das Material der antiken Steinbauten in der Umgebung für den Neubau in Dörfern und vor allem für den Burgenbau benutzt wurde, zeigen zwei Spursteine im Mauermaterial der Küssaburg, die wahrscheinlich von der steil abfallenden Römerstraße von Bechtersbohl in den Klettgau stammen werden. Sie verhinderten dort ein Ausscheren von Wagen. Bearbeitete, auch mit Inschriften versehene Steine, wurden zumeist mit der ‚Bildseite‘ nach innen ins Mauerwerk gesetzt, sodass sie heute kaum mehr festzustellen sind.

### Alamannen und Franken
Im Jahr 386 bauten die Römer zuletzt noch eine Steinbrücke zwischen dem Kastellort Tenedo (Bad Zurzach) und dem Rheinheimer Brückenkopf. In der historischen Literatur wird von einer langen Phase oft friedlicher Koexistenz (Handel) in diesen Zeiten ausgegangen. Nach der Auflösung des Römischen Imperiums und dem Abzug der letzten Truppenverbände von der Hochrheinlinie Mitte des 5. Jahrhunderts n. Chr. – vermutlich bestand um Rheinheim und unter Einbezug der Küssenbergs noch lange der Brückenkopf am nördlichen Ufer –, konnten sich die Alamannen auch in der Hochrheinregion beiderseits des Flusses ungehindert ansiedeln.

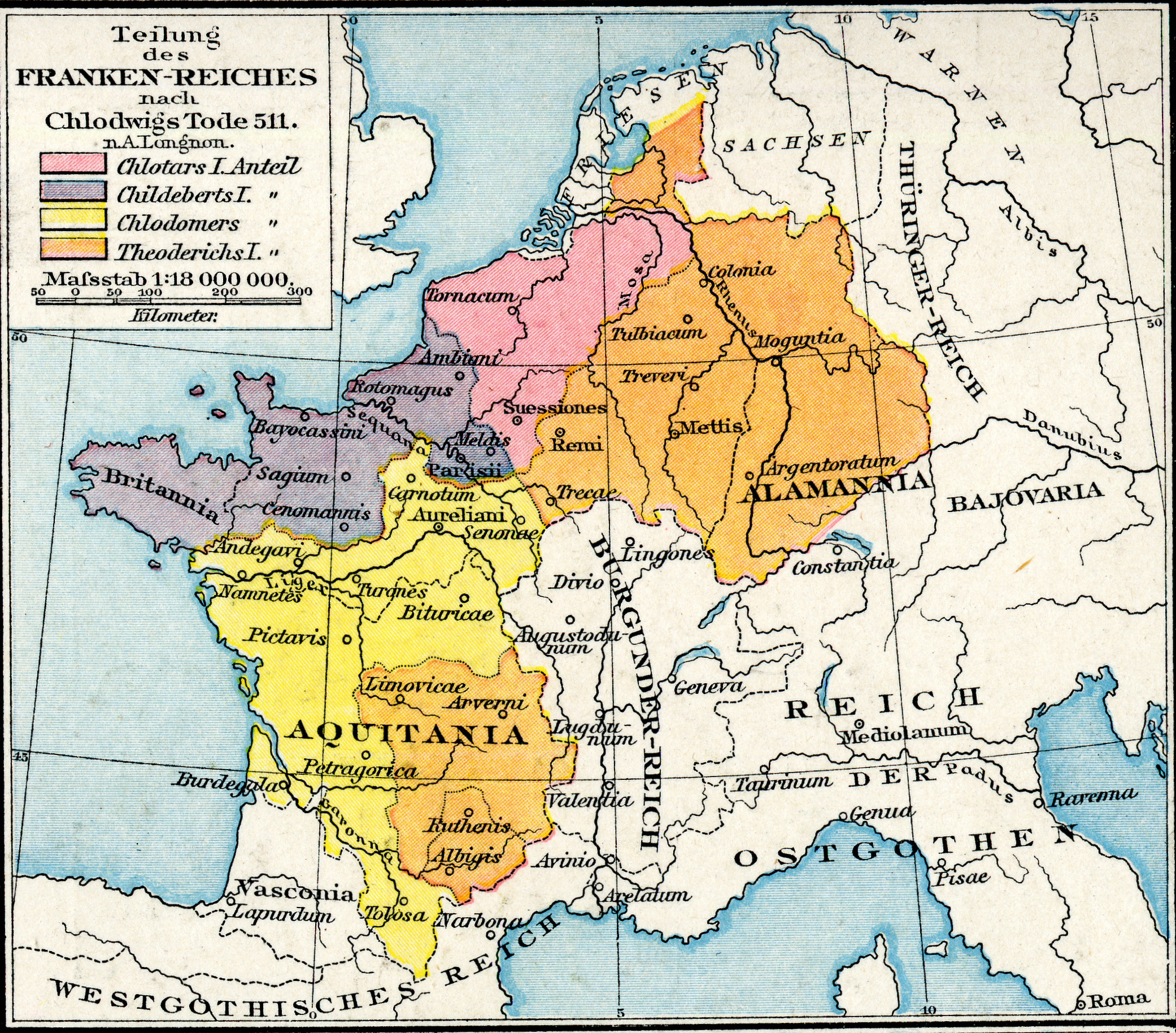
Alamannia im Merowingerreich (511)

Nach den Niederlagen der Alamannen um 500 n. Chr. gegen die Franken unter den Merowingerkönigen
(Schlacht von Zülpich, 496) besetzten die Sieger zuerst stützpunktartig Alamannia und gründeten später auch eigene Dörfer – ein Umstand, der in der Forschungen mit entsprechenden Namensendungen der Ortschaften verbunden wird. Die Überlieferungen berichten von einer langen und weitgehenden Autonomie der Alamannen unter fränkischer Herrschaft.
Es kann davon ausgegangen werden, dass auch der Küssenberg nach dem Abzug der Römer umgehend von Alamannen besetzt wurde und als strategischer Punkt nach ihrem Sieg von Franken. Es ist bekannt, dass ehemalige römische Orte, die von Alamannen eher gemieden wurden, bereits von den Merowingern wieder zu Königsgütern ausgebaut wurden. Das Land wurde alamannischen Herzögen belassen, die sich in einer Reihe von Aufständen ab Mitte des 7. Jahrhunderts wieder selbstständig zu machen versuchten. Im Blutgericht von Cannstatt (746) fanden diese Bestrebungen jedoch ihr Ende.
Unter den Karolinger-Königen war Alamannia nur noch eine Provinz des Reiches, das Karl der Große um 800 in die noch heute bestehenden Gaue einteilte. Der ehemalig unter den Alamannen gebräuchliche Herzogstitel wurde von den Franken durch die Einrichtung der Grafen-Ämter abgelöst, die anfangs auch von ihnen besetzt wurden. Als erste sind die Grafen Ruthard und Warin überliefert.

## Mittelalter
Ein Burgbau wird „im Jahr 888 in den Archiven des Klosters Rheinau erstmals erwähnt“.
Genauere Angaben dazu machte der Heimatforscher Hans Ruppaner in einem (undatierten) Prospekt zu der Ausstellung „Die Küssaburg“ des Museums Küssaberg (17. Juli bis 12. September 1993): „Verbrieft ist die Geschichte der Küssaburg seit dem 9. Jahrhundert. Dann nämlich vergab ein Graf Gotzpert, Gaugraf des Alb- und Klettgaus, die Burg an das Kloster Rheinau.“
Auch Wolf Pabst bestätigt dieses Besitzverhältnis, das die verbreitete Darstellung, eine Burg sei erstmals im 12. Jahrhundert urkundlich erwähnt, widerlegt. Zu einer eigenen Abbildung: „Die Küssaburg […] im 9. Jahrhundert. […] Auf der Burg herrschte der Gaugraf Gotzbert aus dem Hochadelsgeschlecht der Welfen. […] Der vierte Abt des Klosters Rheinau hieß ebenfalls Gotzbert. Man nimmt daher an, dass der Burgherr der Küssaburg in späteren Jahren in das Kloster eintrat.“ Die Übertragung des Besitzes der Burg im Jahr 888 an Rheinau, in dem der Burgherr dann Abt des Klosters wurde, besitzt eine logische Folgerichtigkeit.
Emil Müller-Ettikon, Historiker Küssabergs, schrieb jedoch: „Ob der Graf Gotsbert, […] seinen Wohnsitz zu Balm oder auf der Küssaburg hatte, ist nicht nachzuweisen.“

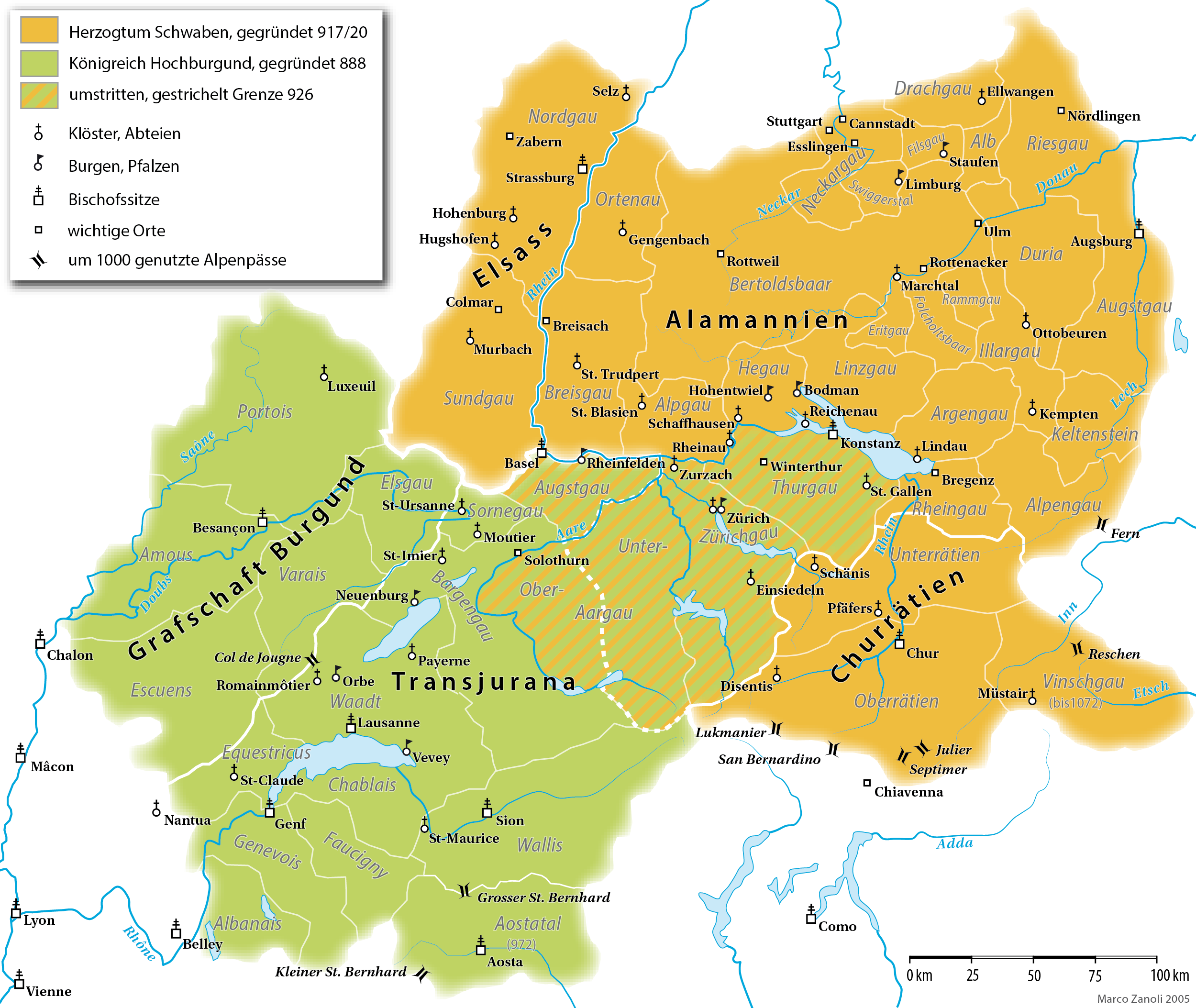
Das fränkische Alamannien um 1000 (braun)

„Im Klettgau läßt sich die Wirksamkeit von Grafen […] beginnend mit der Zeit Karls d. Gr. bis gegen Ende des 11. Jahrhunderts hinein verfolgen.“ Doch lässt sich feststellen, „daß sich in der Besetzung des Grafenamtes im Klettgau bis in das 10. Jahrhundert hinein keine Erblichkeit auszubilden vermochte. [… Die Grafen] gehörten vielmehr einer adligen Schicht an, deren Tätigkeit und deren persönliche Beziehungen weit über eine Einzellandschaft hinausgingen.“ Sie waren Vertreter des fränkischen Königtums, stützten sich auf Königsgüter und standen in der Region – „seit dem Jahre 858“ – in enger Verbindung mit dem Kloster Rheinau. Mit der „Bildung zahlreicher eigenständiger Adelsherrschaften“ im weiten Umfeld im Verbund mit dem System der Schenkungen an die Klöster kam es „um 1100“ zu Machtverschiebungen, d. h., die Herrschaft wechselte an „Adelshäuser der Landschaft“, die eine Erblichkeit des Grafenamtes durchsetzen konnten.

## Hochmittelalter (1050 bis 1250)
Nach dem Ende der ersten Reichsbildung durch Karl den Großen (ab 800), lösten sich im 10. Jahrhundert die weltlichen Machtstrukturen wieder in zahlreiche kleine Adelsherrschaften auf: „Von diesen, in der 1. Hälfte des 12. Jh. noch etwa 15 gleichzeitig im Klettgau lebenden edelfreien Häusern sind freilich Ende desselben Jahrhundert nur noch 3 oder 4 übrig geblieben.“

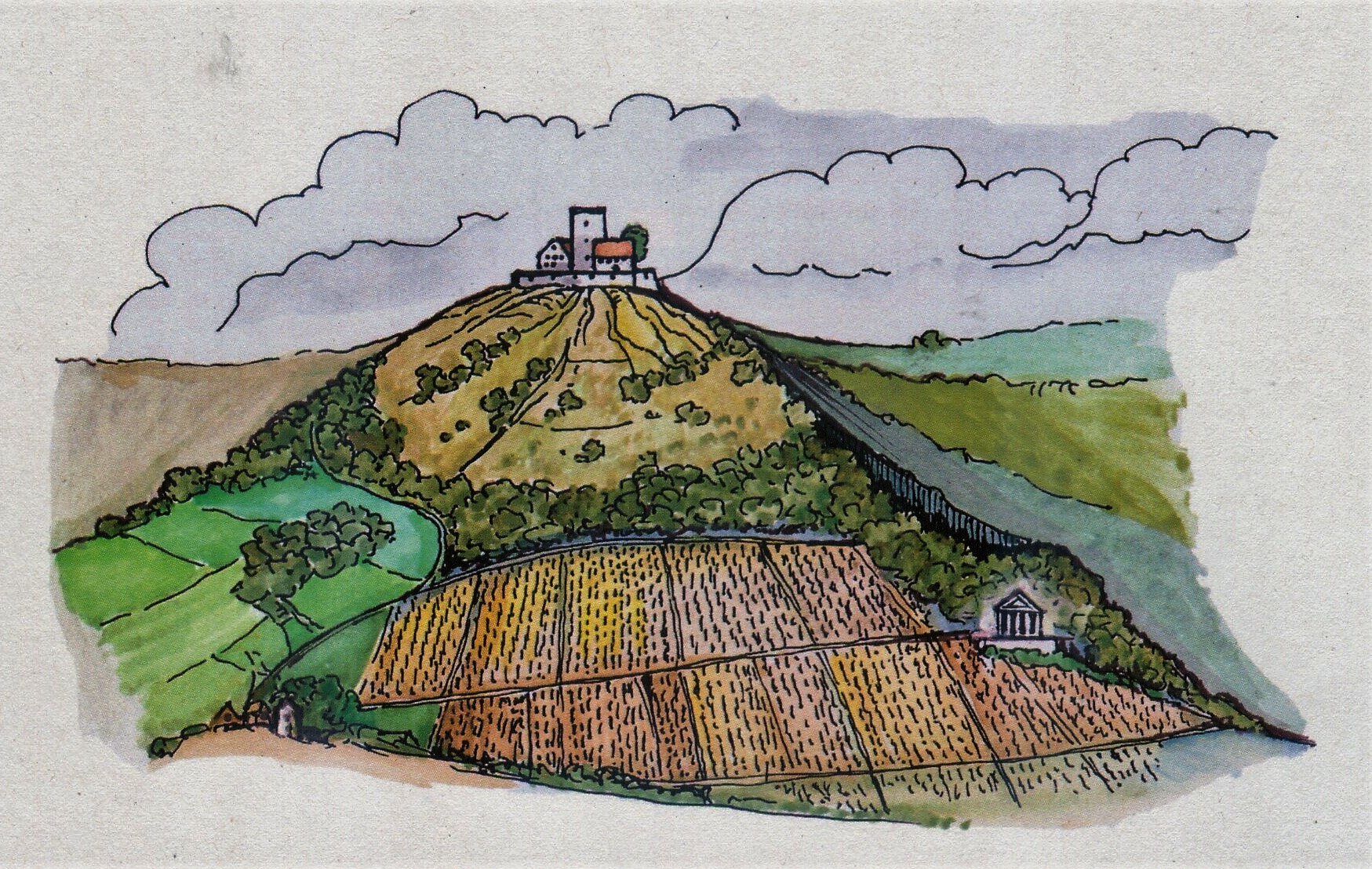
Burg der Küssenberger, Weinbau

Mit Heinricus de Chussaberch wird das Geschlecht der Küssenberger 1135 und 1150 in Urkunden des Klosters Allerheiligen erstmals genannt.
Zu beachten ist, dass Erbauer (Besitzer) einer Burg, nicht die Burg nach ihrem Namen nannten, sondern sich nach dem der Burg oder dem Berg gegebenen (bereits vorhandenen) Namen.
Aus dieser Feststellung könnte folgern, dass die Burg von den Küssenbergern erbaut wurde oder aus bescheidenen Vorgängerbauten neu und größer entstand.

### Grafen von Küssenberg
Die Grafen von Küssenberg waren in jener Zeit eine bedeutende Adelsfamilie, denn neben ihrer Herrschaft über den Klettgau „kam 1172 auch die Landgrafschaft Stühlingen auf dem Erbweg an die Freiherren von Küssenberg, deren Stammburg die Küssaburg war.“
Ein Werner von Küssenberg war von 1170 bis 1178 Abt im Kloster St. Blasien.
1177 wird dann erstmals ein Heinricus genannt als Comes (Graf) de Stuhlingen Henricus de Cussachberch in einer Urkunde von Berthold IV. von Zähringen.

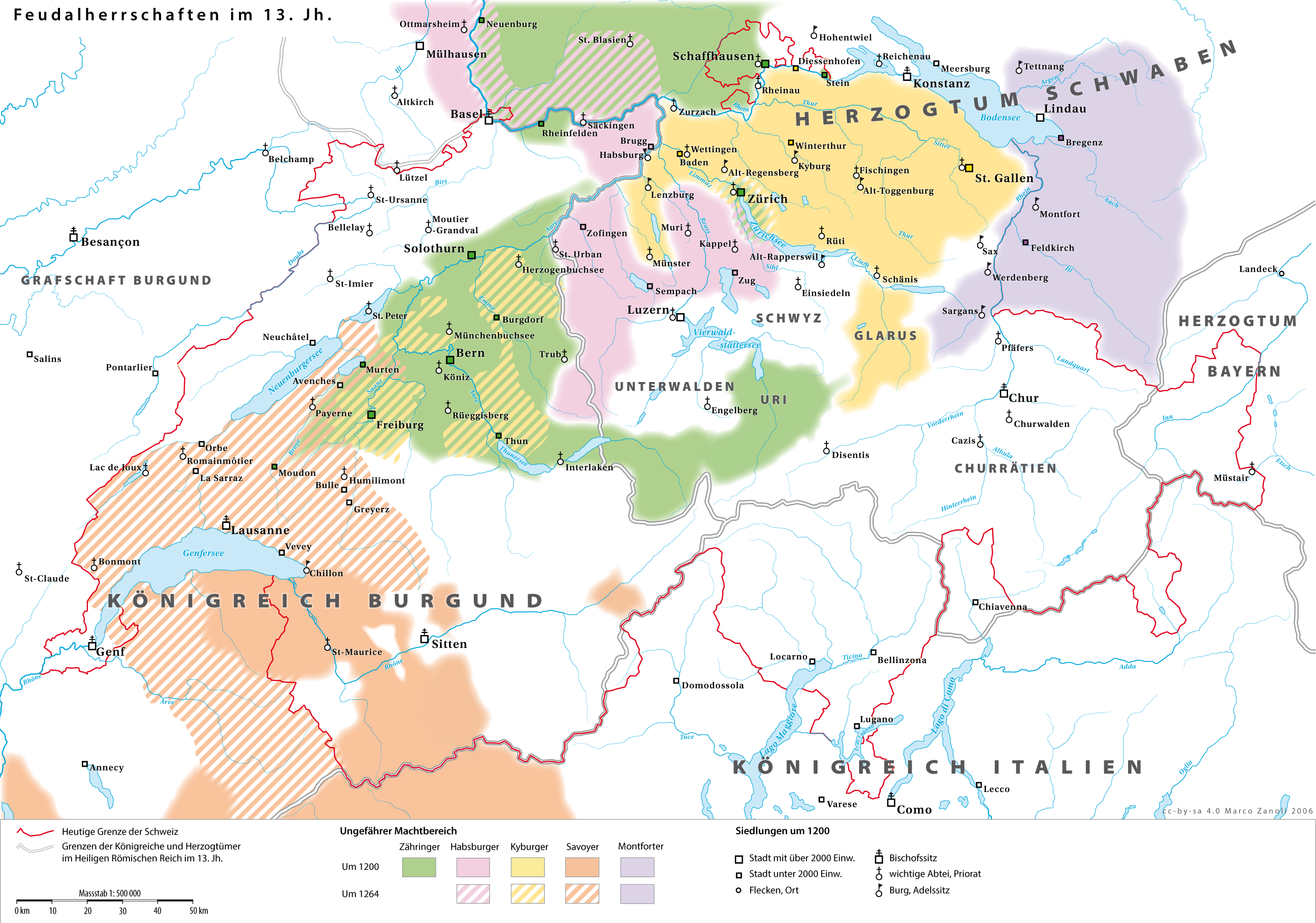
Herrschaftsgebiet der Zähringer (um 1200, grün) und Veränderungen bis 1264 (schraffiert)

Um die Wende vom 12. zum 13. Jahrhundert beherrschten nun die Grafen von Küssenberg, die ihren Titel von den ausgestorbenen Grafen von Rüdlingen-Stühlingen herleiteten, und die Herren von Krenkingen die Region: „beides waren Geschlechter, die sich an die Herzöge von Zähringen anlehnten“. 1218 starben jedoch die Zähringer aus und ihr Staat brach zusammen – die Krenkinger besetzten die frei gewordenen Positionen in der Region. Offensichtlich konnten die Küssenberger hier nicht mehr mithalten. Der letzte Küssenberger Graf war Heinrich III.
Verkauf der Küssaburg an das Bistum Konstanz

„Im Jahre 1241 verkaufte Graf Heinrich III., der die Tochter (Kunigunde) des Grafen Albrecht von Habsburg und Schwester des späteren Königs Rudolf I. heiratete und dessen Ehe kinderlos blieb, die Burgen Küssaburg und Stühlingen sowie die Stadt Tiengen, an den Bischof Heinrich von Konstanz. Nach dem Tode des Grafen Heinrich III. von Küssaburg [wahrscheinlich 1250] entstand ein Streit zwischen dem Nachfolger des Bischofs Heinrich, Eberhard von Konstanz und Heinrich von Lupfen, der Anspruch auf die gesamte Küssaburg'sche Erbschaft einschließlich der Landgrafschaft Stühlingen erhob. Heinrich von Lupfen, der sich als rechtmäßiger Nachfolger dieses Erbes betrachtete, da Heinrich III. von Küssaburg kinderlos gestorben war, verheerte bei Geltendmachung des Kaufvertrags durch den Bischof das Konstanzer Gebiet. Der Bischof dagegen belegte ihn mit dem Bann und bot seine Vasallen auf. Nach langen Fehden kam es am 13. März 1251 zu einem Vergleich, der schiedsgerichtlich geregelt wurde.
Heinrich von Lupfen und seine Nachkommen verzichteten in diesem Vergleich auf die Küssaburg mit Zubehör, wofür ihnen Bischof Eberhard die Burg Stühlingen und 12 Mark Hubengeld verlieh. Da außerdem in der Umgebung der Küssaburg eine Reihe von Besitzungen des Bistums Konstanz lagen, bildete sich eine eigene kleine Herrschaft ‚Küssaburger Schloß und Tal‘. […] Sie setzte sich aus den fünf Gemeinden Bechtersbohl, Küßnach, Dangstetten, Rheinheim und Reckingen zusammen, deren Bewohner dem Burgvogt Steuern, Zinsen und Dienste leisten mußten und zum Gerichtsbezirk des Kellergerichts zu Rheinheim gehörten.“

Der Bischof erwarb auch „die am Hang des Südranden zahlreich durch Rodung angelegten Einzelhofsiedlungen“.

## Spätmittelalter (1250–1500)
Im Hintergrund dieser Neuordnungen um die alten Grafschaften Klettgau und Stühlingen im Jahr 1251 hatten sich weit übergeordnete Machtverhältnisse gebildet: Als Herzog von Schwaben hatte „im Jahr 1254 […] der hohenstaufische König Konrad IV. dem staufertreuen Grafen Rudolf von Habsburg gegen Freigabe der Städte Breisach und Kaiserberg die Grafen- und Vogtrechte über ‚St. Blasien und den Swarzwalt‘ (überlassen). […] Die Habsburger brauchten die Herrschaft über die Waldzone, um ihr Fernziel zu erreichen, Nachfolger der Staufer im Herzogtum Schwaben zu werden. Sie kamen zwar in dieser Hinsicht nicht zum Zug. Aber den ‚Wald‘ und St. Blasien gaben sie nie frei.“
Trotz dem Ende des Interregnum, der kaiserlosen Zeit durch König Rudolf von Habsburg, blieb das römisch-deutsche Reich zersplittert und große Teile der realen Macht lagen bei den nun jedoch über immer größere Gebiete verfügenden weltlichen und geistlichen Territorialherren. Bei allen auftretenden Problemen war das Spätmittelalter jedoch geprägt von einer gestiegenen Mobilität und Internationalität sowie Veränderungen in vielen Lebensbereichen.
Nach dem Ende der Küssenberger Grafschaft 1250 beseitigte der Habsburger König Rudolf I. bald die Macht der Krenkinger – 1288 –, so dass „um die Wende vom 13. zum 14. Jahrhundert die Landgrafen im Klettgau: die Grafen von Habsburg-Laufenburg, nur noch mit zwei Konkurrenten zu rechnen hatten: dem Bischof von Konstanz und dessen Herrschaft Küssaberg und die sich allmählich aus der Klosterherrschaft der Abtei Allerheiligen herausbildende Handelsstadt Schaffhausen.“

### Hochstift Konstanz
Unter der Herrschaft des Bistums Konstanz (seit 1250), das zur Verwaltung einen Vogt einsetzt hatte, kam es zu einer umfangreichen Erweiterung der Burg und der Verkehrswege: „Der Bischof von Konstanz ließ eine Brücke zu dem benachbarten Messeort Zurzach bauen.“
In den folgenden Jahrzehnten bauten die Bischöfe von Konstanz ihre Macht im Klettgau als auch linksrheinisch systematisch aus: Sie erwarben 1260 von den Krenkingern Neunkirch und erhoben den Ort 1270 zur Stadt, 1302 übernahmen sie die Vogteien in Ober- und Unterhallau – südlich des Rheins 1265 Zurzach und umliegende Dörfer, 1294 Stadt und Burg Kaiserstuhl. „Im Gegensatz zum Aufblühen der bischöflich-konstanzischen Herrschaft im Klettgau stand der Niedergang der krenkischen Macht.“ Die Freiherren von Krenkingen konnten wie andere Adelshäuser in dem Zeitraum ohne Zentralgewalt – ‚der kaiserlosen Zeit‘ – eine Form von Willkürherrschaft durchsetzen: Sie „tobten und wüteten im Klettgau so lange ungestraft, bis König Rudolf von Habsburg – dessen Haus im Klettgau begütert war – im Jahre 1288 mit bewaffneter Macht im Klettgau erschien und ihre Burgen Weißenburg und Neu-Krenkingen einnahm und zerstörte.“ Es ist nicht ausgeschlossen, dass die Krenkinger längere Zeit im 13. Jahrhundert auch die Grafschaft im Klettgau innehatten, doch „seit dem Ende des 13. Jahrhunderts treten die Habsburg–Laufenburger als Inhaber der Vogtei über Rheinau und der Landgrafschaft Klettgau auf.“

### Vorburg

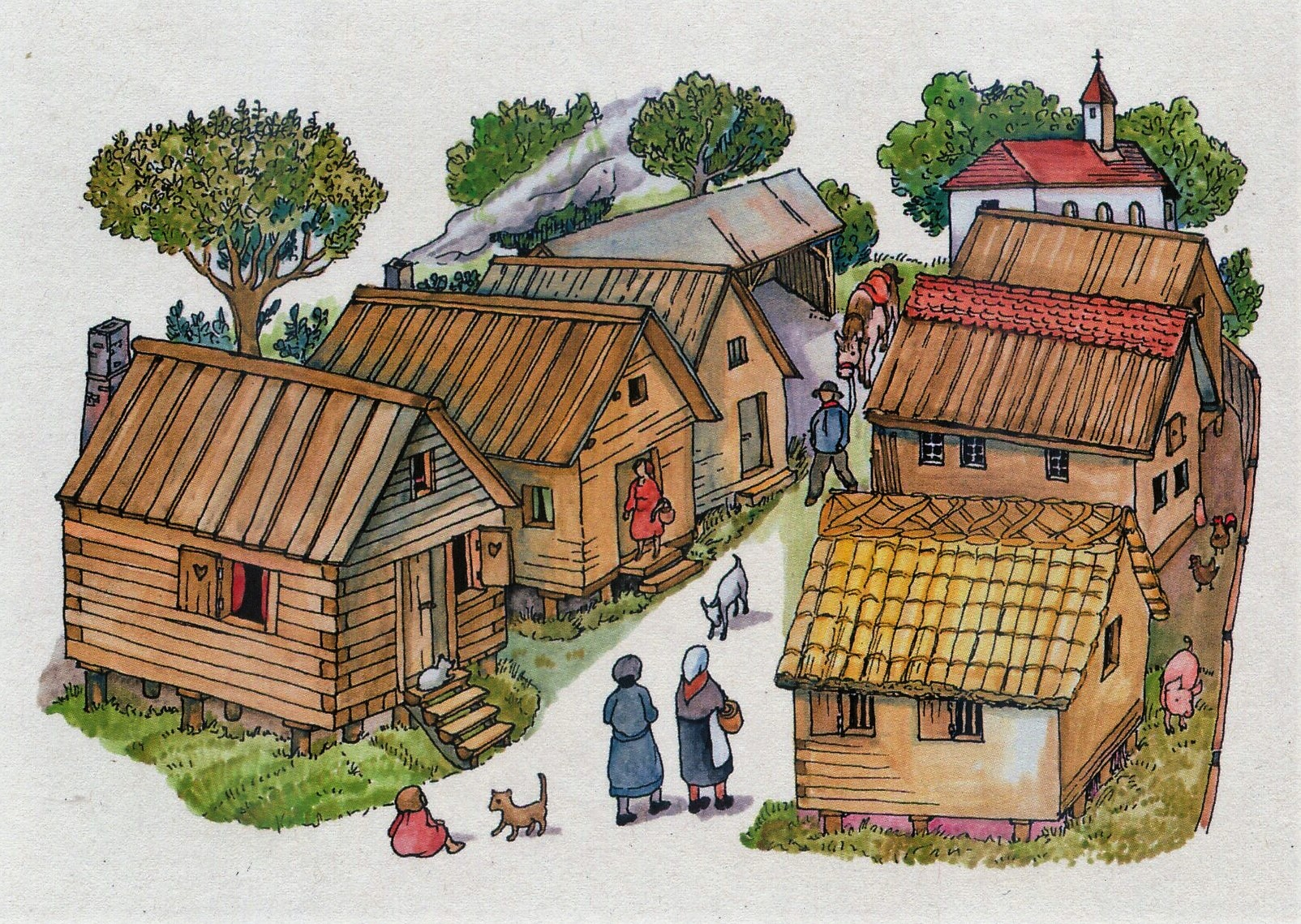
Das Städtchen vor der Küssaburg nach W. Pabst

Mit dem Ausbau der Burg wurden auf dem vorgelagerten Plateau „die Häuser der Dienstleute und Leibeigenen durch eine Ringmauer mit der Burg vereinigt.“ Bewohner der Vorburg sind ab 1317 bis 1494 urkundlich belegt. „Die Vorburg der Dienstleute erhielt im Jahre 1346 durch Bischof Ulrich Pfefferhard das Recht, einen eigenen Schultheiß und Priester zu halten.“ Der Vorburg wurde am Mychahels Abende 1346 durch Ulrich Pfefferhard mit einem Freiheitsbrief auch die gleichen Stadtrechte wie der Stadt Neunkirch zugesprochen.
Die Vorburg – auch: das Städtchen vor der Küssaburg – bestand etwa 200 Jahre:
„Durch den Umbau der Vorburg nach dem Bauernkrieg [1525] wurde ein Teil der Vorburg aufgegeben, weil sie durch die Bauern teilweise zerstört wurde. […] Auf der Südseite der ehemaligen Vorburg sind heute noch Reste der Ringmauer zu sehen.“
Ende der Konstanzer Herrschaft

Nach dem Jahrbuch für schweizerische Geschichte (1911) verpfändete Bischof Marquard von Randegg sein Schloss und Städtlein zu Küssenberg 1402 an die Stadt Schaffhausen um 450 Goldgulden. Diese Darstellung steht im Widerspruch zu einer Konstanzer Regeste Marquards von Randegg vom 13. Juni 1402, in der er lediglich Schaffhausen für 10 Jahre die Küssaburg und die Schlösser Neunkirchen und Kaiserstuhl für 10 Jahre öffnet, was dem Gegenwert von 450 Gulden eher entspricht. Diese Öffnung wurde durch eine versuchte Einflussnahme bald zu einem Ärgernis und von Konstanz bereits 1408 widerrufen. Um 1408 kommt die Burg an den Ritter Ulrich Thüring von Brandis.
Im Jahr 1410 trat Albrecht Blarer als Bischof von Konstanz freiwillig zurück und Otto III. von Hachberg folgte ihm als Bischof, von ihm erhielt er im Juli 1410 eine feststehende Summe in Geld, jährlich Korn, Hafer und sechs Fuder Meersburger Wein sowie ein Wohnrecht auf der Küssaburg, wo er als Pfaffe Albrecht bis zum Lebensende verblieb, bewilligt.
Die Burg wurde 1421 an Bilgeri den Jüngeren von Heudorf verpfändet. Dessen Sohn Ritter Bilgeri von Heudorf nahm sich 1429 die Küssaburg zum Sitz. 1444 tauschte Bilgeri von Heudorf mit dem Bischof Heinrich VI. von Hewen die Küssaberg gegen die Stadt Tiengen, blieb aber bis 1448/49 auf der Burg.
Das Ende der Herrschaft des Bistums über die Burg leitete der Erzherzog Maximilian 1479 ein, als er den Übergang entweder von Schloß und Herrschaft Tiengen oder der Herrschaft Küssaburg nebst Burg zur Pfandschaft an Otto IV. von Sonnenberg anordnete.

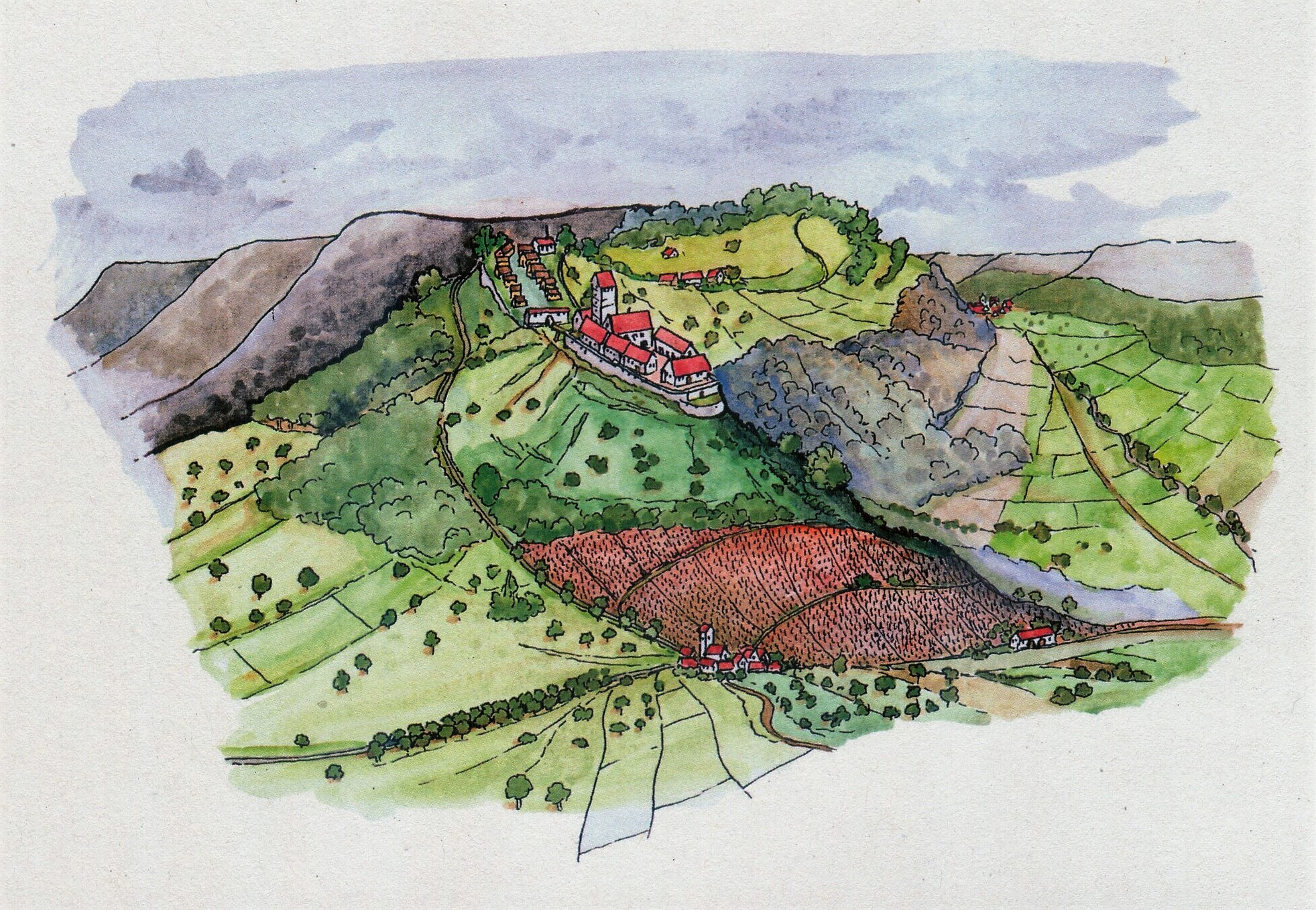
Burg und Vorstadt im Spätmittelalter

### Besitzverhältnisse im 15. Jahrhundert
Während Burg und Städtchen noch lange im Besitz des Bistums Konstanz verblieben war, aber immer häufiger verpfändet – gleichsam untervermietet – wurden, bahnte sich der Machtwechsel in der Herrschaft über den Klettgau bereits Anfang des 15. Jahrhunderts an. Die Burg hatte im Machtgefüge offensichtlich bereits ihre Bedeutung als zentraler Herrschaftssitz verloren. Dies sollte sich lediglich im Bauernkrieg noch einmal ändern – das Volk versuchte sich hier erstmals als neuer Machtfaktor zu etablieren und damit verlagerten sich die Auseinandersetzungen wieder zurück in die Region.
Besitzwechsel in der Grafschaft Klettgau

„Im Jahre 1408 brachte Ursula, die Tochter und Erbin des Grafen Hans IV. die Landgrafschaft Klettgau […] an das Haus der Grafen von Sulz. […] Mit dem Erwerb der Landgrafenwürde im Klettgau versuchten die Grafen von Sulz auch die Vogtei Rheinau zu erhalten.“ Diese unterstand ab 1409 dem Herzog Friedrich IV. von Österreich und dieser versuchte, „einen geschlossenen schwäbisch-oberrheinischen Besitz“ zu bilden: „Der Landzipfel zwischen Wutach und Rhein bildete in der Tat für Österreich ein lästiges Hemmnis territorialer Entfaltung im Grenzraum zwischen Oberrhein und Schwaben. Jedoch während eines halben Jahrhunderts kämpften die Grafen von Sulz erbittert um die Vogtei Rheinau.“ Gegenspieler war auch die Stadt Schaffhausen, die zahlreiche Positionen (Steuern, Gerichtsbarkeit und Religionshoheit) im „schaffhauserischen Klettgau“ beherrschte.
Den Gegnern der Grafen gelang ein bedeutsamer Erfolg mit der Zerstörung der Sulzer Bastionen vor Rheinau 1449 – den Burgen Balm und Oberrheinau. „Die Fehde zwischen dem Kloster Rheinau und den Grafen von Sulz wurde erst beigelegt, als es sich 1455 unter den Schutz der schweizerischen Eidgenossenschaft […] stellte.“
Zwar bekämpfte nun Bilgeri von Heudorf als „letzter Ritter“ mit den Grafen von Sulz im Bunde die Stadt Schaffhausen zwischen 1449 und 1476 auf allen Ebenen, doch änderte dies nichts am großen militärischen Patt. Die Auseinandersetzungen hatten sich nun bis zu einem Vergleich vor Gericht 1497 verlagert: Die Sulzer erhielten dabei die Herrschaft über die Küssaburg.
Übergang der Burg an die Grafen von Sulz

In einem Schreiben wies Erzherzog Maximilian 1479 das Bistum Konstanz an, Schloß und Herrschaft Tiengen oder die Herrschaft Küssenberg nebst Burg Otto IV. von Sonnenberg zur Pfandschaft zu geben. Das Bistum trat die Küssaburg ab.
Diese Anordnung des Erzherzogs zeigt eine Verfügungsgewalt, die nun weit außerhalb regionaler Auseinandersetzungen entschieden wurde und anderen Ordnungsinteressen als denen vor Ort Beteiligter folgte. Diese Zusammenhänge lassen sich derzeit über die vorliegende (regionale) Literatur nicht klären.
1482 erwarb Alwig X. von Sulz die Pfandschaft über Stadt und Schloss Tiengen vom Hochstift Konstanz.
Sein Sohn Rudolf V. von Sulz heiratete am 1. Mai 1497 die Gräfin Margaretha von Waldburg-Sonnenberg (1483–1546). Damit wurde der Zugriff der Sulzer auf die Küssaburg möglich.
Rudolf V. trat nun dem Bistum Konstanz die Herrschaft und das Schloß Bohlingen ab und erhielt für einen zusätzlichen Pfandschilling von 6000 Gulden das Schloß und die Herrschaft Küssaberg zur Pfandschaft von den Sonnenbergern.
Die Neuordnung zwischen Sulzern, Konstanz und Schaffhausen erschien zwei Jahre später mit dem 1499 einsetzenden ‚Schweizerkrieg‘ bereits Makulatur. In der Folge wurde der Klettgau bereits zum Spielball großer Mächte – und die Burg „eine räumlich unbedeutende, aber ständig wirksame Bastion gegen die Eidgenossenschaft.“

### Schweizerkrieg
Der Ausbruch des Schwaben- oder Schweizerkrieges im Jahre 1499 war die Antwort der sich in ihrer Freiheit bedroht sehenden Eidgenossenschaft auf die von Kaiser Maximilian verfügte Reichsreform.
Dies „stellte Graf Rudolf von Sulz vor die Entscheidung, sich als Reichsfürst auf die Seite des Kaisers und des Schwäbischen Bundes zu stellen oder seiner Verpflichtung als Bürger von Schaffhausen und Zürich nachzukommen.“ Der Graf hatte nicht nur Besitzungen an der Hochrhein-Grenze – seine Kernbesitzungen lagen im Schwäbischen, im Reichsgebiet.

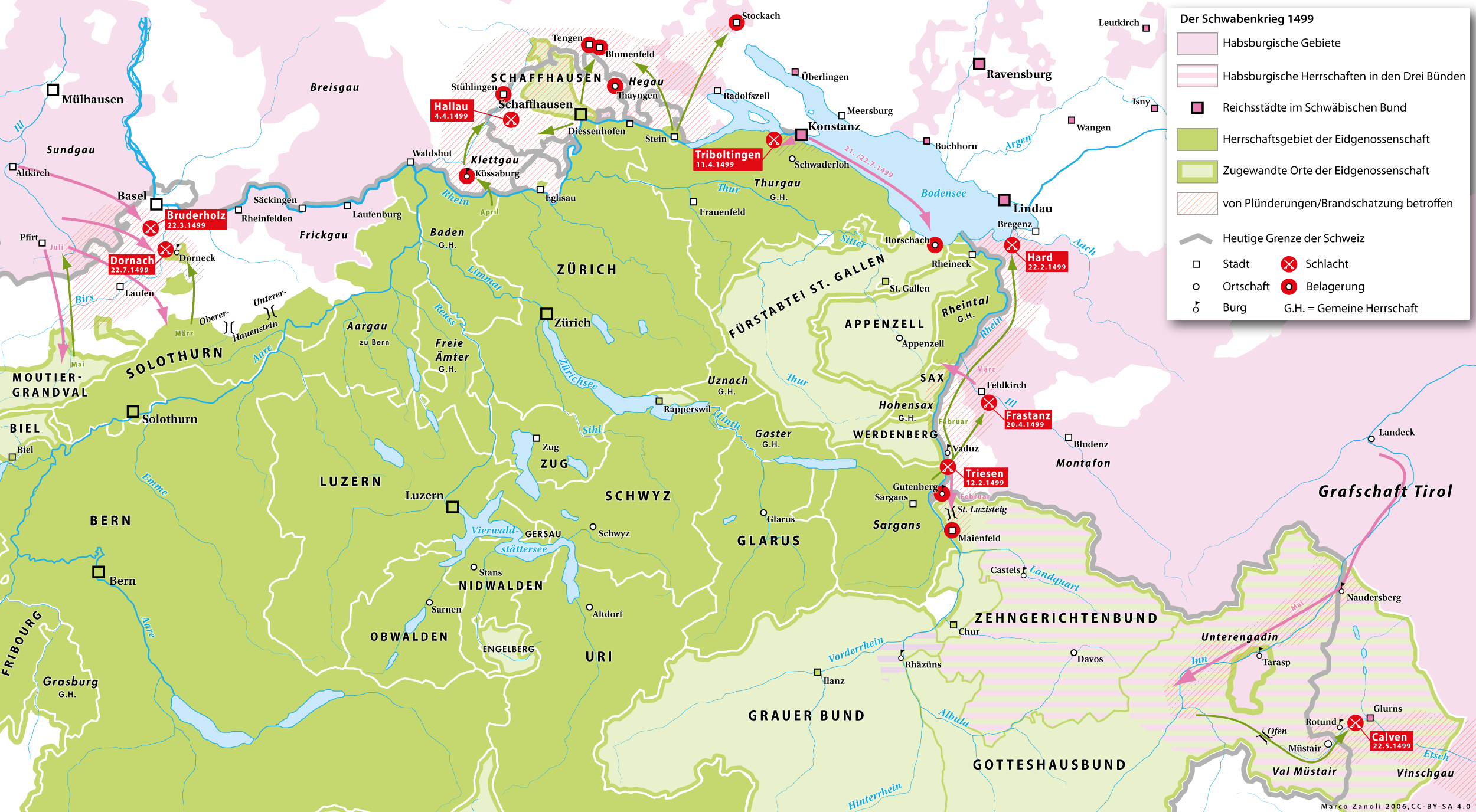
Brennpunkte des Schweizerkrieg/Schwabenkrieg

Seinem Zögern „machten Graf Sigmund von Lupfen und Lux von Reischach nach dem Einfall der Eidgenossen im Hegau ein Ende und besetzten von Waldshut aus, wo auch Graf Rudolf weilte, Tiengen und die Küssaburg, die entgegen dem Rat des Eglisauer Landvogtes Jakob Tyk von den Eidgenossen nicht besetzt worden waren, um die Zürcher auf dem Rafzer Feld und die Klettgauer zu sichern, von denen aber viele über den Rhein in die Schweiz flüchteten. […] In der Palmwoche rückte die Zürcher Mannschaft in den Klettgau ein und nahmen Neunkirch und Hallau mit begeisterter Unterstützung durch die Bevölkerung ein, obwohl diese Untertanen des Bischofs von Konstanz waren. Die beiden Dörfer wurden zurückerobert und angezündet, fielen aber wieder an die Eidgenossen.“
Durch die Belegung von Tiengen und der Küssaburg mit einer österreichischen Garnison hatte sich Graf Rudolf von Sulz mittlerweile für die kaiserliche Seite positioniert. Daraufhin wurde von der eidgenössischen Tagsatzung ein Zug in den Hegau und den Schwarzwald beschlossen, mit dem Plan, Tiengen und die Küssaburg einzunehmen.
„Mitte April 1499 zogen die Berner, Luzerner, Zürcher und Schaffhauser, die von Kaiserstuhl aus über Grießen und Geißlingen nach Lauchringen gekommen waren, vor die Stadt Tiengen, wo sich zum Ring der Belagerer die Freiburger gesellten. Die Stadt wurde von einer Besatzung von 1400 Mann unter dem Befehl von Dietrich von Blumegg gehalten, der es aber vorzog, mit einigen anderen Adligen die Stadt heimlich in der Stunde höchster Not zu verlassen, ob aus Feigheit oder weil er der als zügellos bekannten Besatzung nicht traute, wie ein Schweizer Chronist meint, sei dahin gestellt. Nach zwei Tagen Belagerung und Beschuss ergab sich Tiengen am 18. April 1499.“
Die Einwohner und Kriegsknechte konnten „im bloßen Hemd“ abziehen, die Stadt wurde zur Plünderung freigegeben. Am Folgetag geriet die Stadt in Brand und wurde dadurch völlig zerstört.
Nach dem Chronisten Valerius Anshelm gelang es den Schweizern in der Nacht ein großes Geschütz vor dem Haupttor der Küssaburg in Stellung zu bringen. Die Besatzung von 50 Mann habe sich daraufhin am 20. April 500 Belagerern ergeben und erhielt freien Abzug, angeblich gegen den Willen des Hauptmanns. Anselm betont, die Küssaburg sei ein wohl versorgtes Schloss gewesen, die Besatzung sei sogar mit Harnischen ausgestattet gewesen.
„Auf der Küssaburg, deren Besatzung Vom Zürcher Hauptmann Heinrich Ziegler und Hans Stucki als Vogt bis zum Friedensschluß befehligt wurde, machten die Eroberer unter der hierher geflüchteten Habe reiche Beute.“
Die Vorgänge in der Burg sind im zeitgenössischen Tagebuch des Villinger Ratsherrn Heinrich Hug festgehalten: Unter den 25 Mann der Besatzung befand sich als Büchsenmeister der Villinger Remigius Mans, der Hug als Quelle diente. 20 Männer, darunter zum Dienst gezwungene Bauern, versagten dem Kommandanten den Dienst. Nach der Ankunft der Besatzung in Waldshut wurden die Meuterer auf Anordnung des Landvogtes bis auf fünf Mann enthauptet.
Den Eidgenossen vor Stühlingen übergab Burgvogt Martin von Starkenberg das Schloß gegen die Zusicherung, Stadt, Schloß und Bevölkerung zu schonen. Vergeblich, denn im Anschluss wurden Stadt und Schloß geplündert und eingeäschert. Die von den Eidgenossen gegen Zusicherung von Schutz zur Huldigung gezwungenen „Gemeinden des Küssenberger Tales – auch von Jestetten, Erzingen, Grießen und Geißlingen – […] entgingen der Vergeltung, als deren Vollstrecker, der Feldhauptmann Willibald Pirkheimer auf Befehl des von Graf Rudolf um Hilfe ersuchten Waldvogtes seine Soldaten stehlen, plündern und brandschatzen ließ. Als unter den Söldnern aber die Kunde verbreitet wurde, der Waldvogt beanspruchen die ganze Brandschatzung für sich, ließen sie ihrer Erbitterung freien Lauf. In ihrer Not waren die Bewohner in die Kirchen geflohen, und die Gemeinden suchten die Einäscherung der Häuser durch Zahlung von Lösegeld abzuwenden. Doch die Rache wurde ohne Gnade vollzogen.“
Der Krieg hatte im Frühsommer auf viele Regionen übergegriffen und der Kriegserklärung von Kaiser Maximilian an die Eidgenossen folgte die für sie siegreiche Entscheidungsschlacht bei Dornach am 22. Juli 1499. Die Bevölkerung litt danach besonders bis hin zur Unterzeichnung des Friedensschlusses am 22. September 1499 in Basel.
„In der älteren Geschichtsschreibung wurde der Frieden von Basel als ein entscheidender Schritt zur Unabhängigkeit der Eidgenossenschaft vom Reich angesehen. Die Eidgenossen haben aber nach dem Krieg ausdrücklich gebeten, dass ihr Anschluss am Reich aufrechterhalten bzw. wiederhergestellt würde, obwohl nun befreit von Steuern sowie Gerichtsobersicht seitens des Reichs.“ Formell unabhängig vom Reich wurde die Eidgenossenschaft erst im Westfälischen Frieden von 1648. Als Folge des Friedens zu Basel schlossen sich 1501 Basel und Schaffhausen dem Eidgenössischen Bund an, der sich zu den Dreizehn Alten Orten weiterentwickelte.
Die Küssaburg wurde im Oktober 1499 von den Zürchern dem Grafen von Sulz zurückgegeben.
„Die menschlich traurige Bilanz des Krieges waren über 20000 Gefallene, an die 2000 ganz oder teilweise zerstörte Städte, Dörfer und Schlösser und ein in weitem Umkreis verwüstetes Land.“

## Neuzeit (16. bis 20. Jahrhundert)
Rudolf V. erbaute nach der Zerstörung im Schweizerkrieg 1499 das Schloss Tiengen neu und machte es zu seinem Stammsitz. In Erweiterung eines bestehenden Schutzbriefes gewährte Erzherzog Ferdinand I. Graf Rudolf 1523 Gelder, die über die Tiroler Kammer in Innsbruck ausgezahlt werden sollten, für den Ausbau der sulzer Festungen Vaduz und Küssaburg zu. Aufgrund der Finanzierung sicherte der Graf Rudolf dem Erzherzog eine „ewige Öffnung“ beider Festungen für die kaiserlichen Truppen zu.
Bild-Dokument 1515

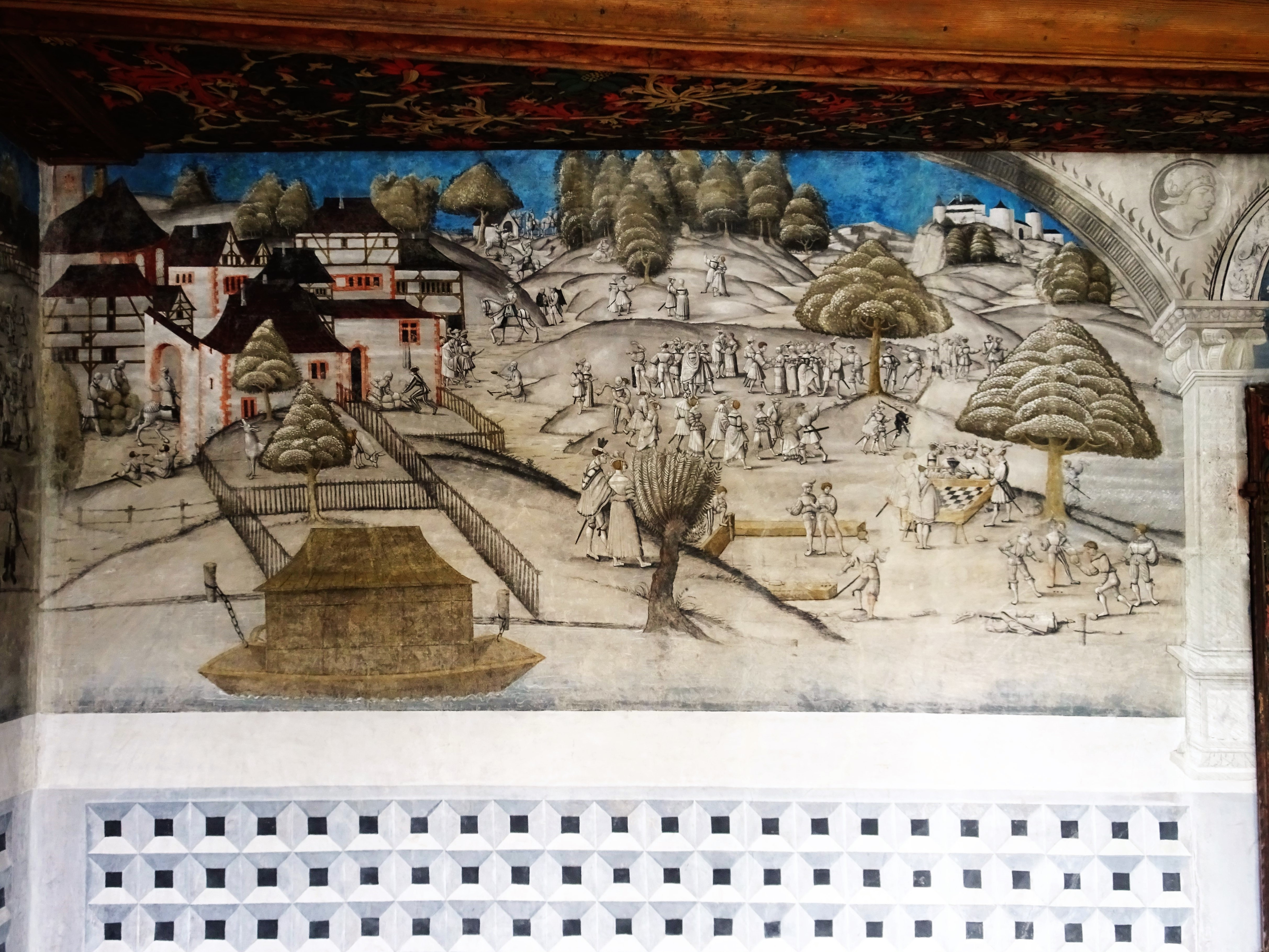
Fresco im Kloster St. Georgen (Stein am Rhein). Darstellung von Zurzach (Zyklus „Zurzacher Messe“), rechts oben im Hintergrund die Küssaburg, 1515

Die erste bekannte zeitgenössische Darstellung der Küssaburg befindet sich auf einem Fresco auf der Nordwand im sogenannten „Festsaal“ der Prälatur des ehemaligen Klosters St. Georgen in Stein am Rhein. Es ist Teil jener Wandgemälde, die in der Fachliteratur Zurzacher Messe benannt wurden. Die Messe in Zurzach war ein bedeutender Markt im süddeutschen Raum im Mittelalter. Das Fresco entstand um 1515. Beteiligte Maler: Tomas Schmid und Ambrosius Holbein. Das Bild muss dem Anblick der Burg vor dem Umbau zur Festung (ab 1529) nachempfunden sein.
Im 16. Jahrhundert begehrten erstmals diejenigen auf, die bis dahin immer als Leibeigene, als (Schlachten)opfer, als ‚Manövriermasse‘ benutzt worden waren: im Bauernkrieg. Sie fanden Unterstützung in zahlreichen Städten, die sich mittels Geld als Machtfaktor gegen Adel und auch Kirche etablierten.
Hintergrund

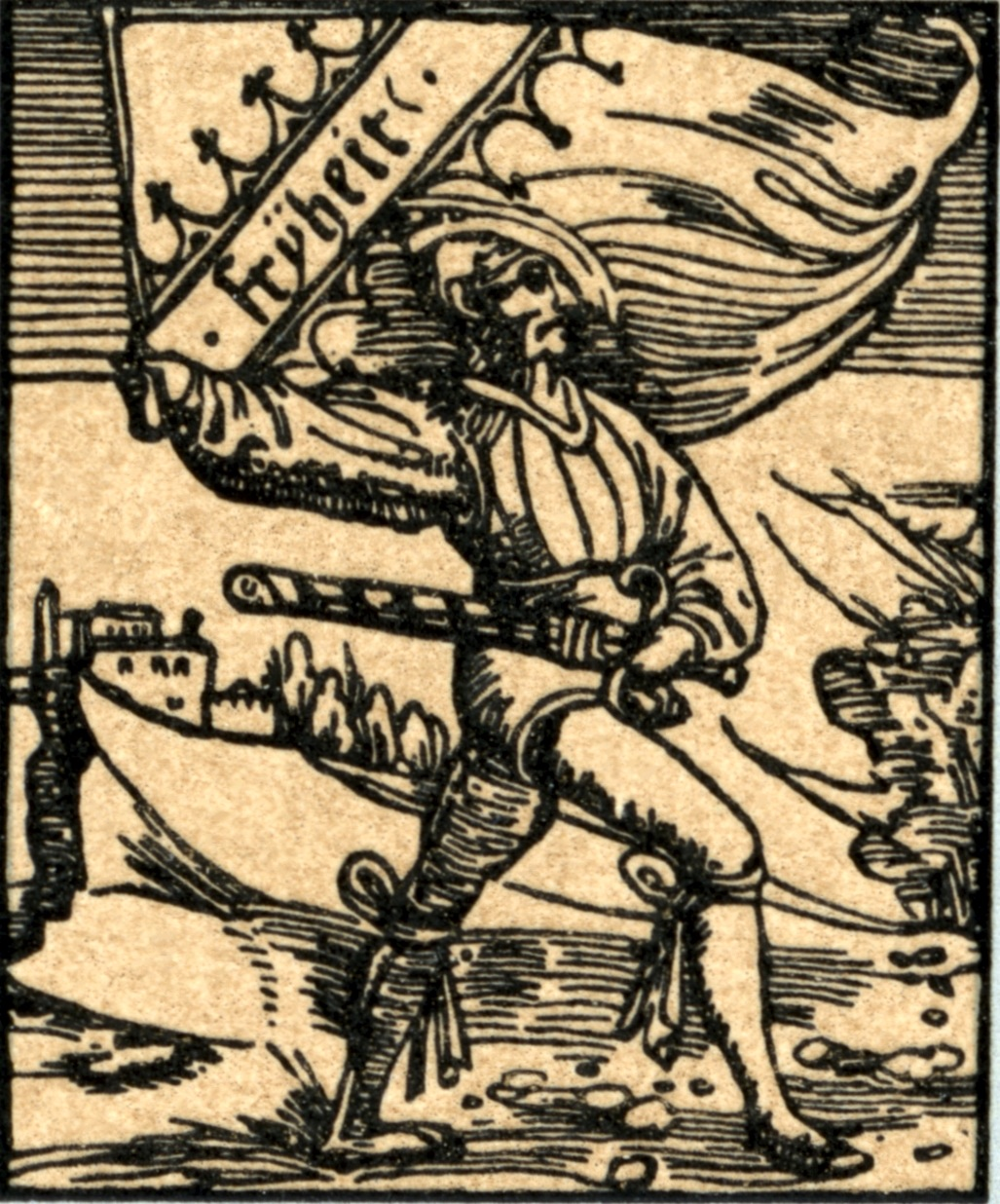
Darstellung zum Geist der Zeit, 1525

Der Bauernkrieg von 1524 bis 1526 steht in einer langen Reihe von europäischen Aufständen und Widerstandsaktionen, die sich vom Spätmittelalter bis in die Neuzeit ziehen. Schon im 13. und 14. Jahrhundert waren Bauern in der Schweiz, in Flandern und England, im 15. Jahrhundert in Böhmen aufgestanden.
Der Hochadel war an einer Änderung der Lebensumstände der Bauern nicht interessiert, der niedere Adel ging dem Niedergang entgegen und hatte mit einem dramatischen Machtverlust zu kämpfen. Der Versuch vieler niederer Adliger, sich durch Raubrittertum über Wasser zu halten, ging größtenteils wiederum zu Lasten der Bauern. Die Kirche war genauso gegen jede Veränderung – kaum ein Kloster existierte ohne zugehörige Dörfer. Die einzigen Reformbestrebungen, die auf die Abschaffung alter Feudalstrukturen zielten, gingen vom erstarkenden Bürgertum der Städte aus.

### Bauernkrieg

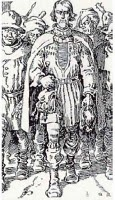
Hans Müller von Bulgenbach nach einem Kupferstich

„Im Mai 1524 verweigerten die Bauern [im Albgau] dem Kloster St. Blasien die schuldigen Abgaben, am 23. Juni empörten sich die Bauern der Landgrafschaft Stühlingen und verbündeten sich im August […] mit der Stadt Waldshut.“ Sie fanden in Hans Müller von Bulgenbach einen kriegserfahreren Anführer, lehnten Unterwerfungsforderungen ab, gewannen auch die Hegauer Bauern, erreichten einige Vorteile und blieben im Winter unbehelligt. Die Klettgauer Bauern, die unter dem Schutz der Stadt Zürich standen, zeigten sich zunächst zurückhaltend, doch Ende Oktober 1524 verweigerten auch sie „dem auf der Küssaburg residierenden Landvogt Johann Jakob von Heidegg den Gehorsam. […] Auf Einladung von Erzherzog Ferdinand sollten die Bauern ihre Beschwerden vor einem Schiedsgericht in Stockach vortragen und weiteren Aufruhr unterlassen. Ihre Antwort war die Belagerung der Küssaburg im Januar 1525. […] Das Bemühen der Stadt Zürich, eine Einigung zwischen den Bauern, die ihre Beschwerden und Forderungen in 44 Punkten vorgelegt hatten, und der sulzischen Herrschaft zustande zu bringen, blieb ohne Ergebnis, da keine Seite nachgeben wollte.“
„Durch den allgemeinen Brand, der im Frühjahr 1525 entfacht wurde, waren die Herren zunächst machtlos […] Ungefähr ein halbes Jahr regierte Hans Meyer, der Wagner von Grießen, den Klettgau. Er entschied alles nach seinem Gutdünken und spielte in streitigen Händeln der Richter, wie es sonst der Herrschaft zustand.“

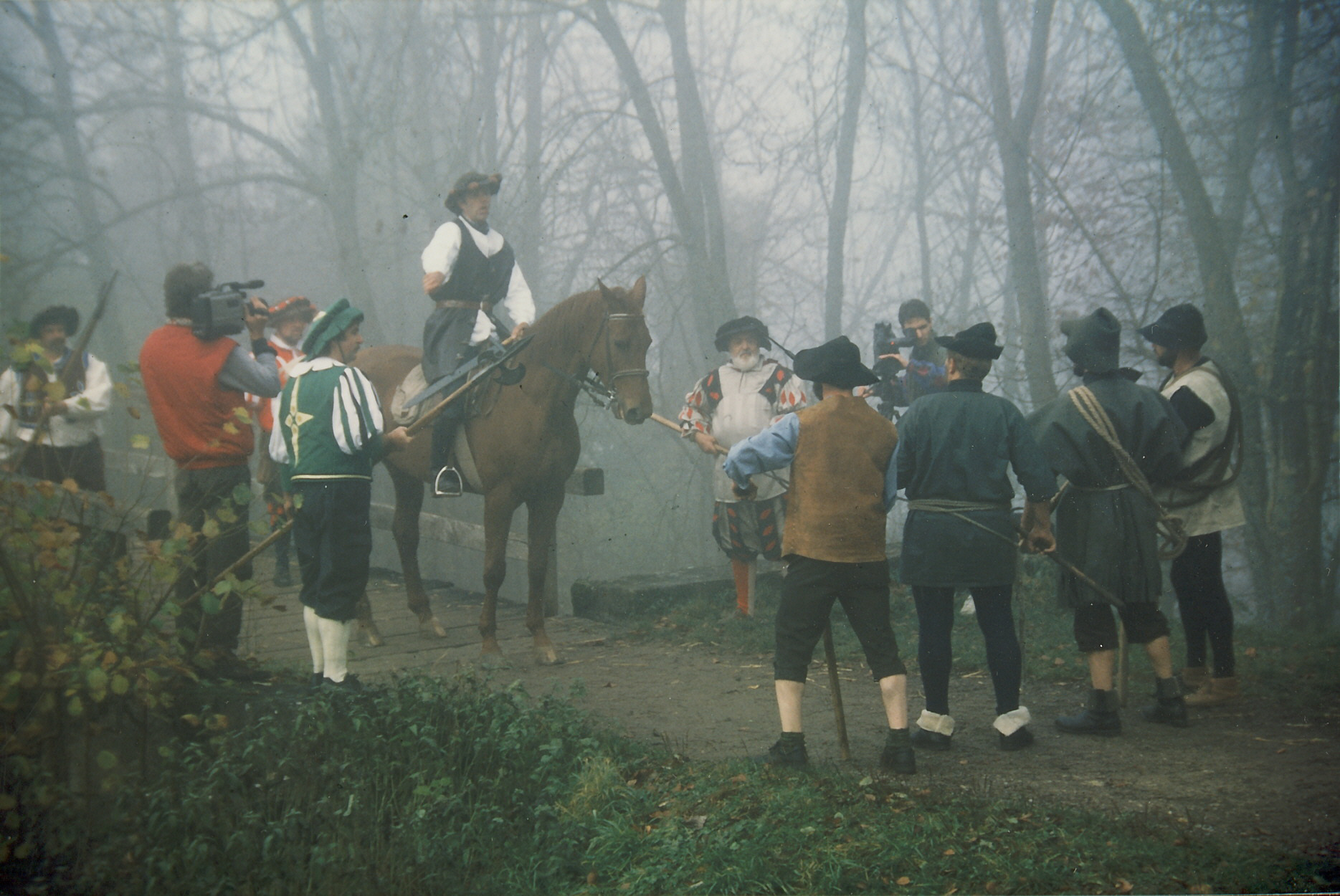
Verhandlungen der Bauern mit dem Vogt der Küssaburg. (Historische Sequenz des TV Eichberg, 1996)

„Im Juni 1525 zogen die Bauern erneut vor die Küssaburg und forderten im Namen ‚der Grafschaft Klettgau mitsamt der ganzen Evangelischen Bruderschaft‘ vom Landvogt die Öffnung und Übergabe des Schlosses, ‚denn wir größlich beschwert sind durch dieses Schloß.‘ Da die von Zürich erwartete tatkräftige Hilfe ausblieb, erklärten sich die Bauern mit einer vom 29. Juni bis St. Verenatag (1. September) dauernden Waffenruhe einverstanden. Dem am 25. Juli in Radolfzell mit ihren Vertretern ausgehandelten Vertrag […] versagte die Klettgauer Bauernschaft sofort ihre Zustimmung.“

Mittlerweile hatten jedoch die schwäbischen, hessischen und elsässischen Bauern vernichtende Niederlagen erlitten und auch der Odenwälder, der Allgäuer und der Schwarzwälder Haufe wurden besiegt. „Die Stühlinger entgingen im großen ganzen einer schrecklichen, gewaltsamen Unterwerfung. Am 12. Juli 1525 aber mußten sie zu Ewattingen von neuem in sehr demütigender Weise ihrem Herrn huldigen.“ Hans Müller wurde am 12. August 1525 in Laufenburg hingerichtet.

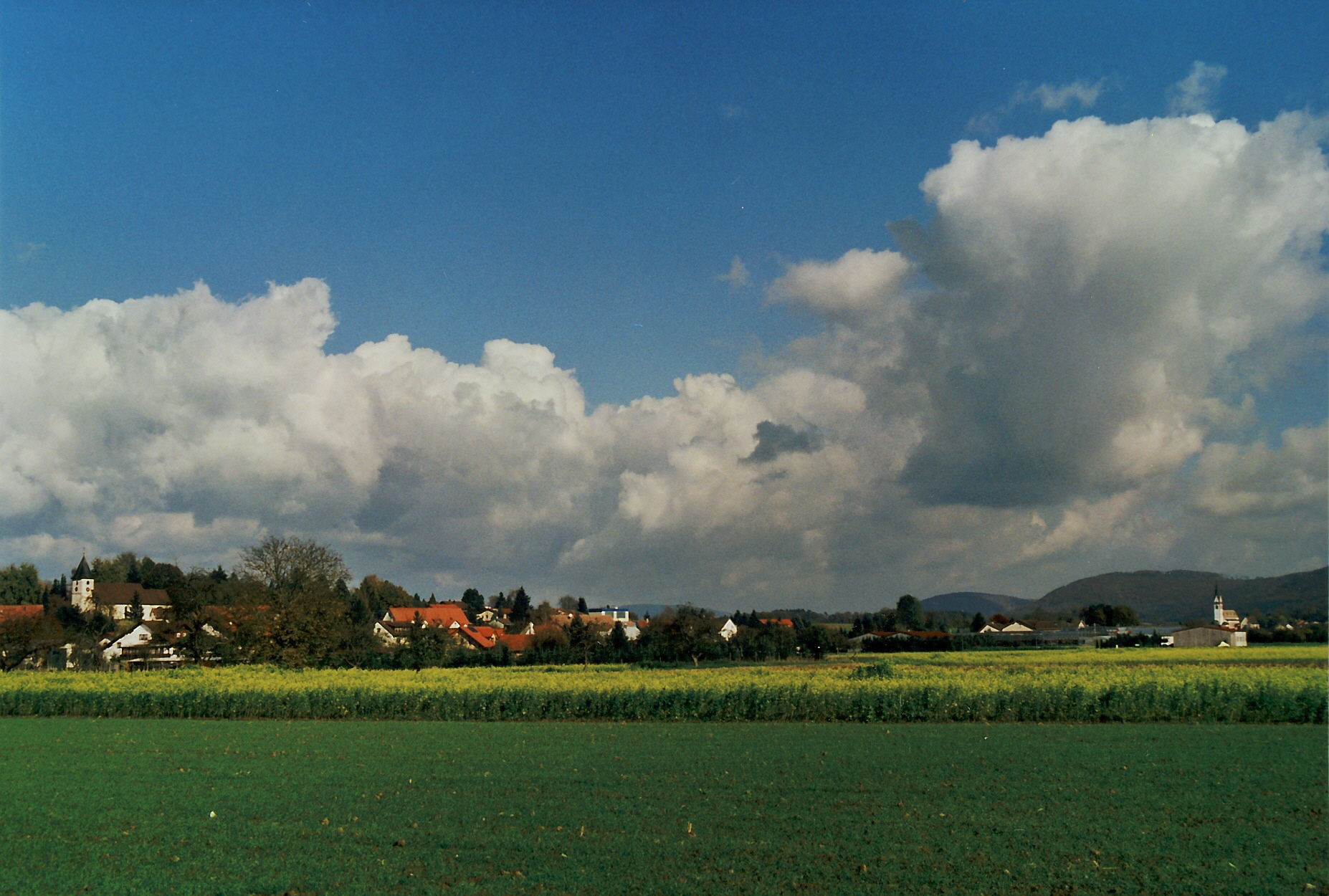
Klettgau mit den Kirchen von Geißlingen und Grießen

Die Klettgauer Bauern konnten sich noch einige Monate halten, denn „von der Gnade ihres Herrn erwarteten sie nicht viel. Darum forderte Erzherzog Ferdinand seine Herren und Städte auf, dem Klettgau zuzuziehen. Und sie kamen von allen Seiten, da sonst allerorten die Bauern gewaltsam niedergeworfen worden waren.“
Vergeblich belagerten die Klettgauer im Oktober 1525 wiederum erfolglos die Küssaburg und …

„... das entscheidende Gefecht fand am 4. November 1525 bei und in Grießen statt, wo sich an die tausend Klettgauer Bauern, unterstützt von einer kleinen Schar Eidgenossen, gesammelt hatten. Ihnen standen 1000 Mann Fußvolk und 500 Reiter unter dem Kommando von Rudolf V. von Sulz und 1000 Fußsoldaten unter dem Kommando von Ritter Christoph Fuchs von Fuchsberg gegenüber. In mörderischem Kampf fanden nach der Villinger Chronik von Hug 500 Bauern den Tod, während Heinrich von Küssenberg in seiner Chronik die Zahl der Gefallenen mit 200 angibt […] Der Gottesacker war Zuflucht für etwa 300 Bauern geworden, bis diese sich nach Mitternacht ergeben mussten. Viele fanden auch in den von den Soldaten angezündeten Häusern den Tod.“

Zu den letzten Verteidigern schrieb Emil Müller-Ettikon: „Graf Wilhelm von Fürstenberg (ging) zu ihnen und redete ihnen gut zu, sie sollten sich ergeben, er würde ihnen das Leben zusichern. 350 Mann ergaben sich. Der Fürstenberger wurde arg gescholten, daß er ihnen das Leben versprochen hatte, doch wollten ihn die Herren nicht wortbrüchig werden lassen. Man führte 14 Rädelsführer gefangen auf die Küssaburg, die andern mußten schwören, sich bedingungslos in die Gnade oder Ungnade zu ergeben. […] Graf Rudolf ließ dem Hauptmann Klaus Meyer die Augen ausstechen und die Schwurfinger abhacken.“ Der am 11. November verhaftete zwinglikanisch-reformierte Prädikant von Grießen Hans Rebmann wurde am Folgetag ebenfalls auf der Burg geblendet. Rudolf V. von Sulz blieb aus Rücksicht auf Zürich unter der auf Hochverrat stehenden Todesstrafe. Neben Geldzahlungen mussten die Dörfer des Klettgaues ihre größte Kirchenglocke auf die Küssaburg abführen. Sie wurden zu Geschützen für die Festung umgegossen.
Den Bauern wurden Bestimmungen auferlegt, „welche die völlige Niederlage und Knechtschaft besiegelten.“

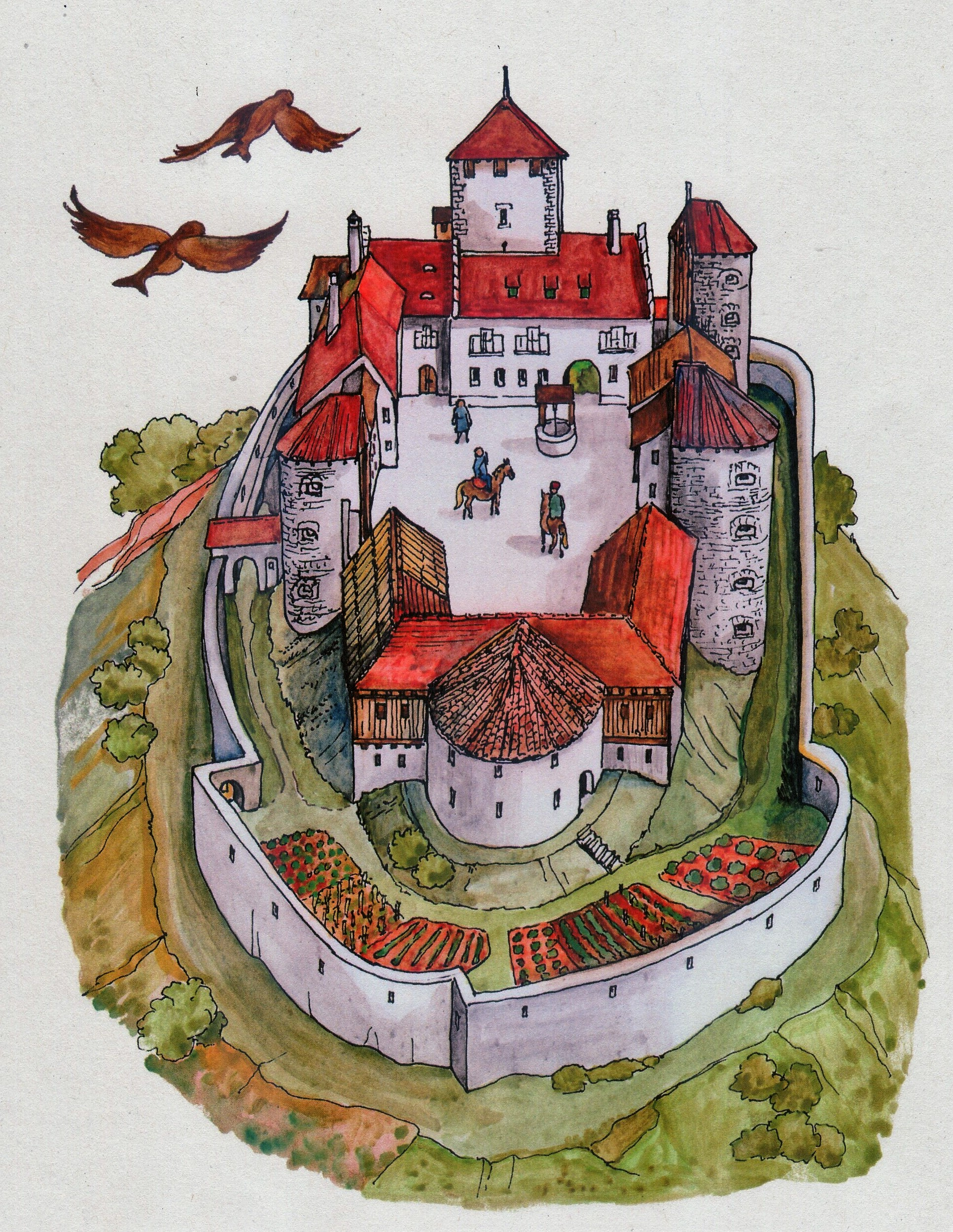
Neubau der Burg ab 1529

### Ausbau zur Festung
Die Küssaburg wurde ab 1529 mit österreichischen Geldern zur Landesfestung ausgebaut. 1548 versuchte der Konstanzer Bischof Johann von Weeze nach dem Tod des Grafen Hans Ludwig von Sulz die Pfandschaft über Tiengen und die Küssaburg zurückzukaufen. Er erhielt jedoch keine Antwort der Pfandherren auf sein Angebot. Noch größeren Ärger in Konstanz erregten 1558 die Weiterverpfändung der Sulzer von Teilen Tiengens und der Küssaburg an den Markgrafen von Baden und die Stadt Zürich De facto war die Pfandschaft im Territorialstaat aufgegangen. Eine bilaterale Einigung erfolgte erst 1575 durch einen Erlass des Kaisers. Der Pfandvertrag für Tiengen und die Küssaburg wurde rechtlich in ein Pfandlehen durch das Bistum Konstanz umgewandelt. Dieses sollte nach dem Tod des letzten männlichen Nachkommen der direkten Linie Sulz-Brandis an das Bistum Konstanz zurückfallen.

## Dreißigjähriger Krieg (1618 bis 1648)

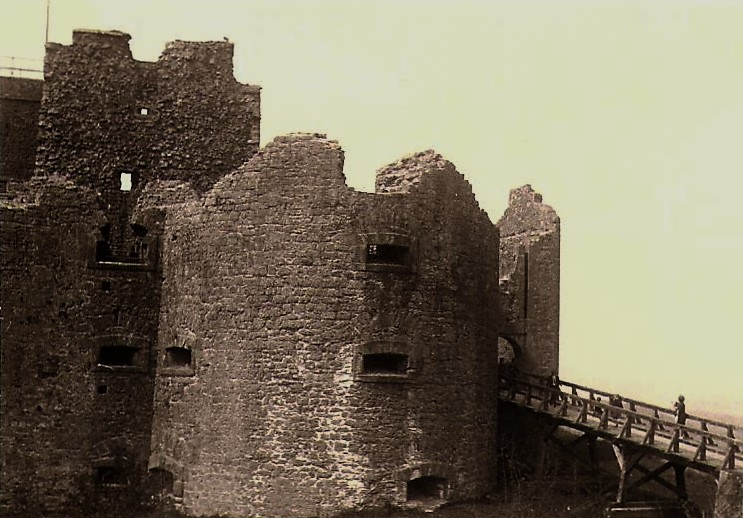
Bastion (Geschützturm), ca. 1950

Die religiösen Auseinandersetzungen im Christentum nach der Reformation Martin Luthers führten im frühen 17. Jahrhundert über zahlreiche kleinere bewaffnete Konflikte zu einem europäischen Krieg, in dem hinter dem religiösen Erscheinungsbild machtpolitische Interessen standen. „Nach der Empörung der böhmischen Stände gegen den Kaiser Ferdinand II. begann 1618 der Krieg, in dem sich zunächst nur die in der Union zusammengeschlossenen protestantischen Fürsten und Städte und die in der katholischen Liga vereinigten Reichsstädte gegenüberstanden, der aber durch die Einmischung von Schweden und Frankreich immer größeres Ausmaß annahm.“ Über anderthalb Jahrzehnte blieb der süddeutsche Raum von Kriegshandlungen verschont, „ehe die ersten feindlichen Truppen, die Schweden, sich 1632 nach ihrem Sieg in der Schlacht von Lützen und ihrem unter entsetzlichen Greueltaten gekennzeichneten Marsch unter General Graf Horn am Oberrhein und in Breisgau am Hochrhein zeigten und unter dem schottischen Grafen Hamilton im Klettgau einfielen.“
Die Region war nicht mehr als Winterquartier zu gebrauchen und so zogen die Schweden und kurz darauf auch ihre französische Kavallerie im Herbst 1633 wieder ab.
Die Schweden am Hochrhein 1633

„Die Schweden kamen bereits Anfang 1633 in den Klettgau.“ Der Heimathistoriker Alois Nohl zitiert „ein Schreiben des Bürgermeisters und der Räte der Stadt Zürich vom 19. Februar 1633“, in dem diese für die Bewohner der Landgrafschaft Klettgau, die Zürich „in einem ewigen Burgrecht zugetan und verwandt“ seien, um Schonung bat, da „von den seit etlichen Jahren fast verarmten Untertanen […] eine unmögliche Kontribution verlangt (wird).“ Das Schreiben richtete sich „an den Freiherrn von Andre Montbrun, königlich schwedischer Obrist“ und bittet den schwedischen Generalfeldmarschall Horn, sich mit Gewalt im Klettgau zurückzuhalten. Die Schweden und ihre französischen Hilfstruppen dachten nicht daran, der Bitte von Zürich nachzukommen, und verhielten sich nicht anders als bereits auf ihrem Anmarsch im Oberrheingebiet.

„Bei einem Gefecht am 7. Mai 1633 bei Lottstetten zwischen einer 300 Mann starken französischen Reiterabteilung, die unter schwedischen Fahnen diente, und Klettgauer Bauern, wurden von den etwa 600 Bauern 150 niedergemacht, ein großer Teil gefangengenommen und die andern in die Flucht gejagt. Der damalige Lottstetter Pfarrer hat die dramatischen Ereignisse in einem Bericht im Kirchenbuch festgehalten. Aus Rache für den Angriff der Bauern ließ Oberst Villefranche am 8. Mai 1633 Lottstetten niederbrennen ‚und zwar in so kurzer Zeit, daß in einer und in einer zweiten Stunde alles brannte.‘ In den folgenden Tagen wurden Jestetten, Erzingen, Grießen und fast alle Klettgaudörfer ausgeplündert, Häuser angezündet und die Bevölkerung geschunden.“

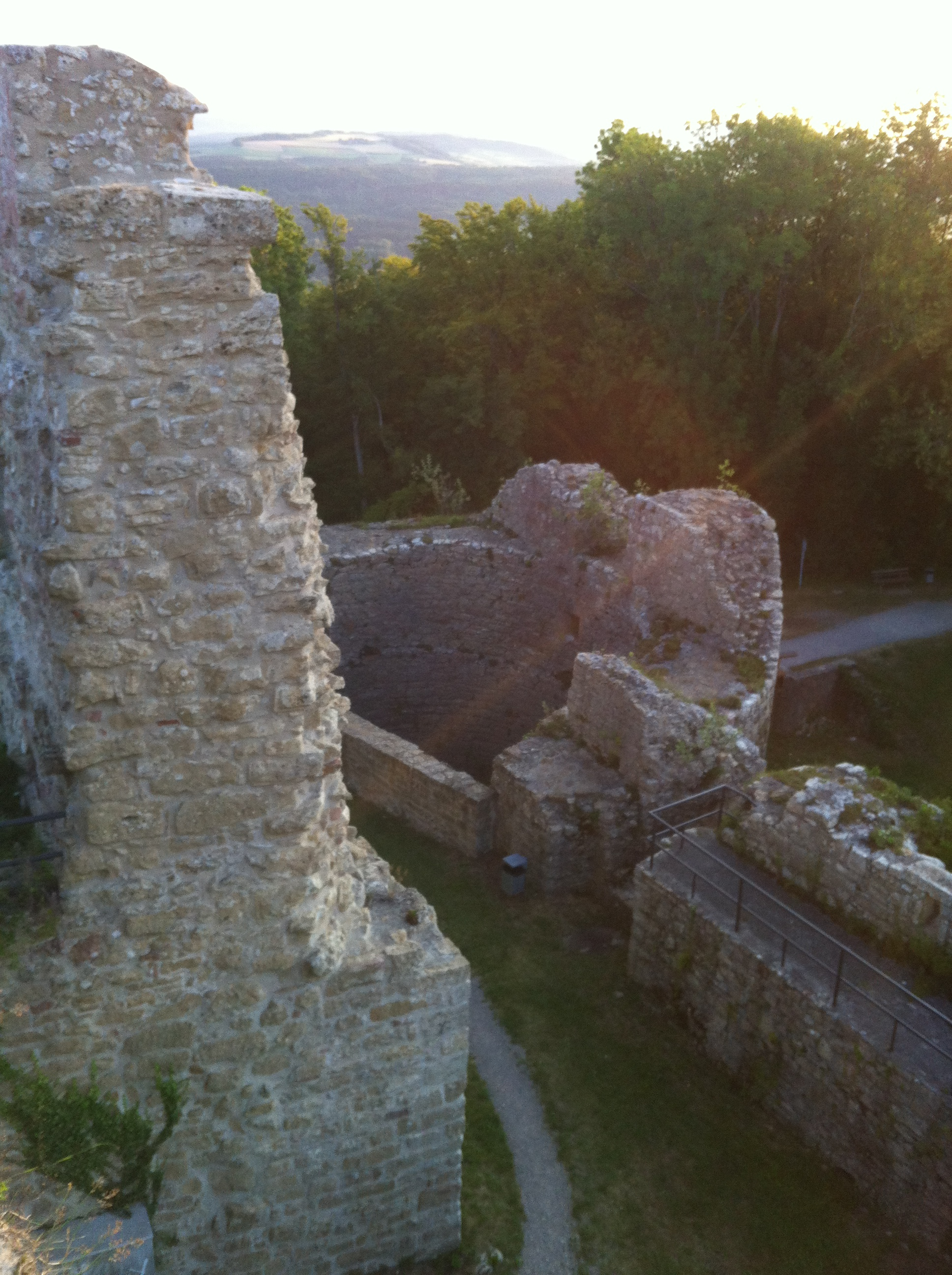
Blick vom Palas auf den vorgebauten Geschützturm

Der Heimatforscher Alois Nohl aus Geißlingen dokumentierte die folgenden Monate:
„Am 28. Mai 1633 plünderten die Franzosen unter René du Puy-Montbrun die Dörfer Erzingen und Grießen und richteten großen Schaden an. Die Franzosen vertrieben die kaiserlichen Soldaten von der Küssaburg und besetzten die Burg. […] Am 18. Oktober 1633 sind die Franzosen dann von der Küssaburg abgezogen. Daraufhin wurde das Schloß Küssaburg wieder von kaiserlichen Soldaten besetzt.“ Nohl dokumentiert zum 2. November 1633 und den 1. Januar 1634 „kaiserliche Soldaten auf der Küssaburg“ bzw.: „Kapitain Lauterberger auf der Küssaburg Schloßkommandant.“

## Zerstörung am 8. März 1634
Beim ‚Anrücken des Schwedischen Heeres unter General Gustav Horn‘ wurde die Burg ‚von der eigenen Besatzung in Brand gesteckt und verlassen‘, ist die bis heute verbreitete Begründung der Zerstörung. Der Ursprung dieser Darstellung lässt sich derzeit bis auf Jürgen Meyer von Rüdlingen zurückverfolgen, der 1866 schrieb:

„Küssenberg war […] bald den Kaiserlichen, bald den Schweden unterworfen, bis im Jahre 1634, bei dem abermaligen Anrücken der letztern unter Franz Horn, die zu schwache Besatzung abzog und die herrliche Veste den Flammen übergab.“

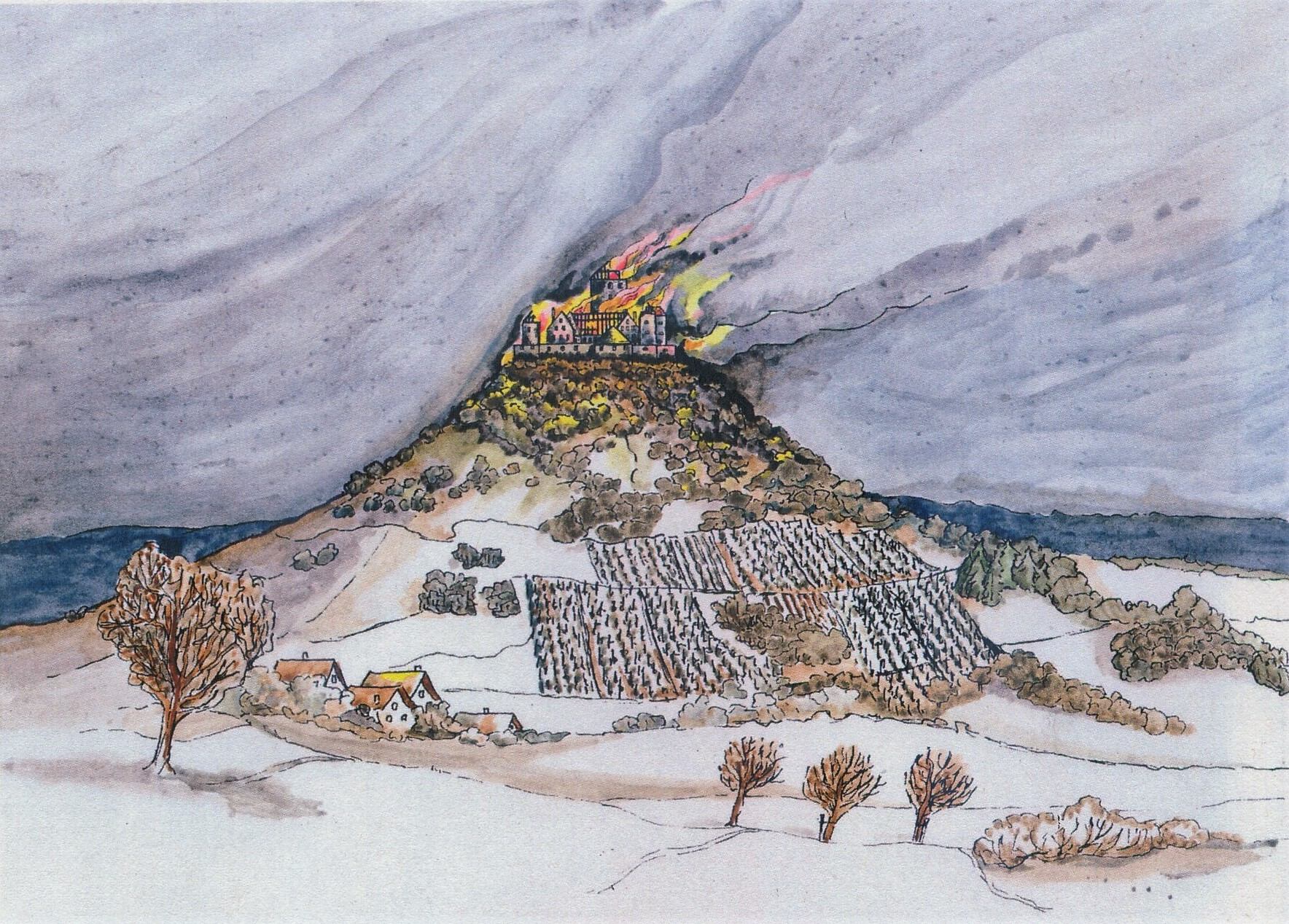
Der Brand am 8. März 1634 (Zeichnung W. Pabst)

Vielleicht übernahm Meyer die Darstellung von Joseph Bader, den er in anderem Zusammenhang zitiert, dort aber auch moniert, dass er seine Quellen nicht nenne. Beide Autoren entstammen der geistigen Epoche der Romantik, die ein emotionales Interesse an Geschichte weckte (Ruinen als Denkmale anstatt als Steinbrüche) und die Neigung, historische Situationen in Sieg als auch Niederlage zu verklären. Für den Untergang der „herrlichen Veste“ konnte nur eine ganze Armee in Frage kommen.
Auffallend bei Meyer ist die falsche Benennung des Vornamens des schwedischen Generals: Gustav und nicht „Franz Horn“. Die Darstellung mit dem Anmarsch des Heeres unter Horn war wohl schon im 19. Jahrhundert ausschließlich verbreitet – in der Nachkriegszeit hielt sich 1965/66 Ernst Wellenreuther bedeckt, als er nur vom „Brand von 1634“ schrieb. 20 Jahre später gibt er jedoch die ‚allgemeine Version‘ wieder: „Am 8. März 1634 wurde die von einer kaiserlichen Truppe besetzte Burg beim Herannahen des schwedischen Heeres unter General Horn von der Besatzung aufgegeben und in Brand gesteckt. Die Burgbesatzung scheute Belagerung und Kampf.“

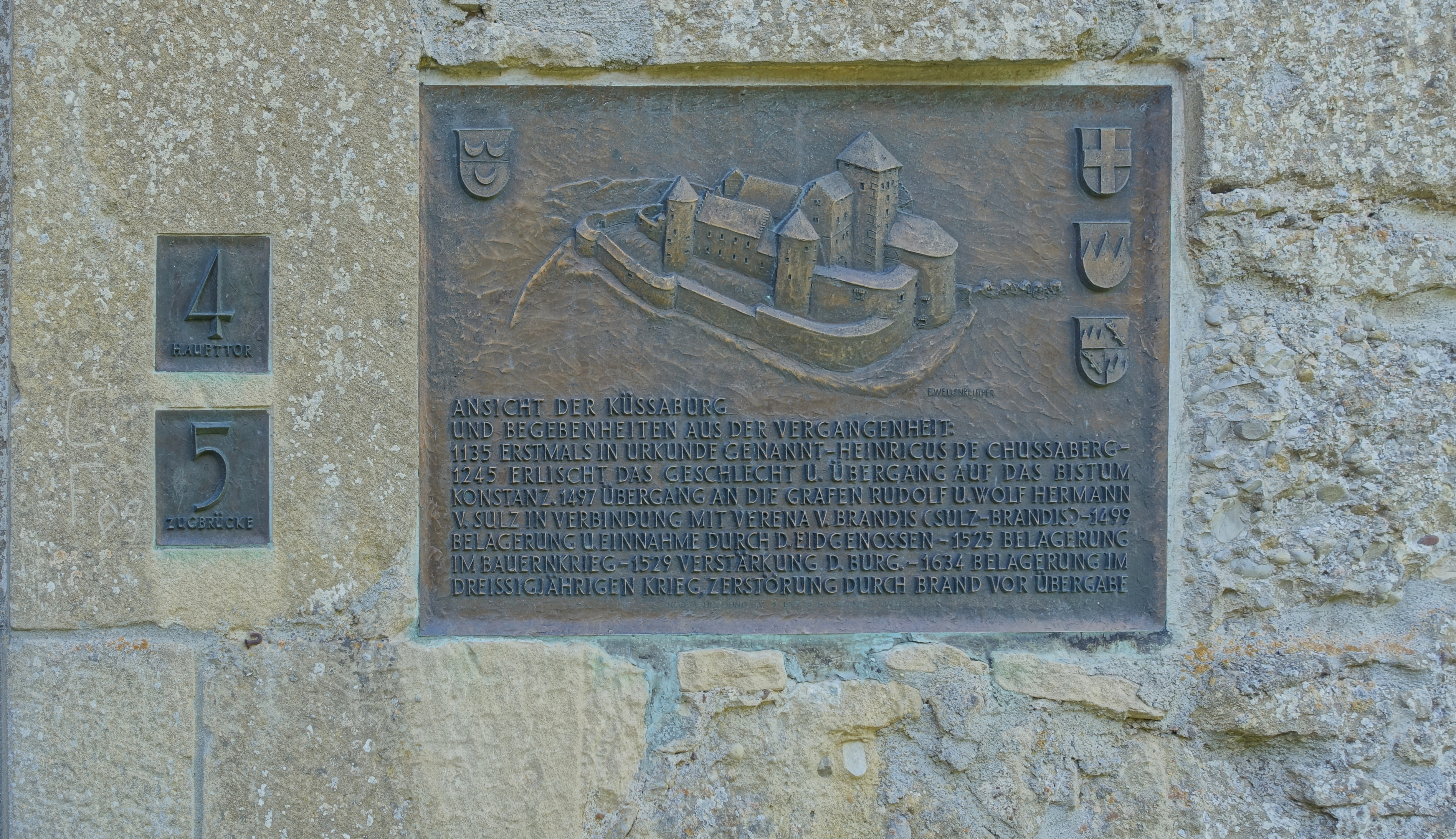
Rekonstruktion und Historie am Tor

Auf der Schautafel rechts am Toreingang der Burg wird sogar eine „Belagerung“ der Burg angeführt.
Kein Autor stellte sich offensichtlich die Frage, warum das „schwedische Heer unter General Horn“, das im Sommer 1633 den Klettgau verwüstet, die Dörfer ausgeplündert und niedergebrannt hatte, Anfang März 1634 wiederum ‚anrücken‘ sollte. Das Einvernehmen über den Vorgang (zuletzt noch bei Andreas Weiß und Christian Ruch: Die Küssaburg. 2009.) wurde lediglich von Alois Nohl, Geißlingen, 1994 angezweifelt:
Die Glocken von Wilchingen

„Als am 8. März 1634 zu Wilchingen die Sturmglocken läuteten und von den anliegenden Ortschaften erwidert wurden, hielt dies die Besatzung der Küssaburg für das Zeichen, daß die Schweden wieder im Anzug wären. Die kaiserliche Besatzung legte deshalb Feuer in die Burg und flüchtete. Später stellte sich dann heraus, daß in Wilchingen ein Brand ausgebrochen war, weshalb die Sturmglocken geläutet wurden.“

Nohl nennt dazu keinen Beleg und in der Chronik von Wilchingen findet sich für einen Brand kein Hinweis. Nohls Darstellung wurde in den Diskurs der Historiker im Landkreis Waldshut nicht aufgenommen. Kirchenglocken wurden auch zur Warnung vor fremden Heeren benutzt.

### Schwedische Armee im Winter 1633/34

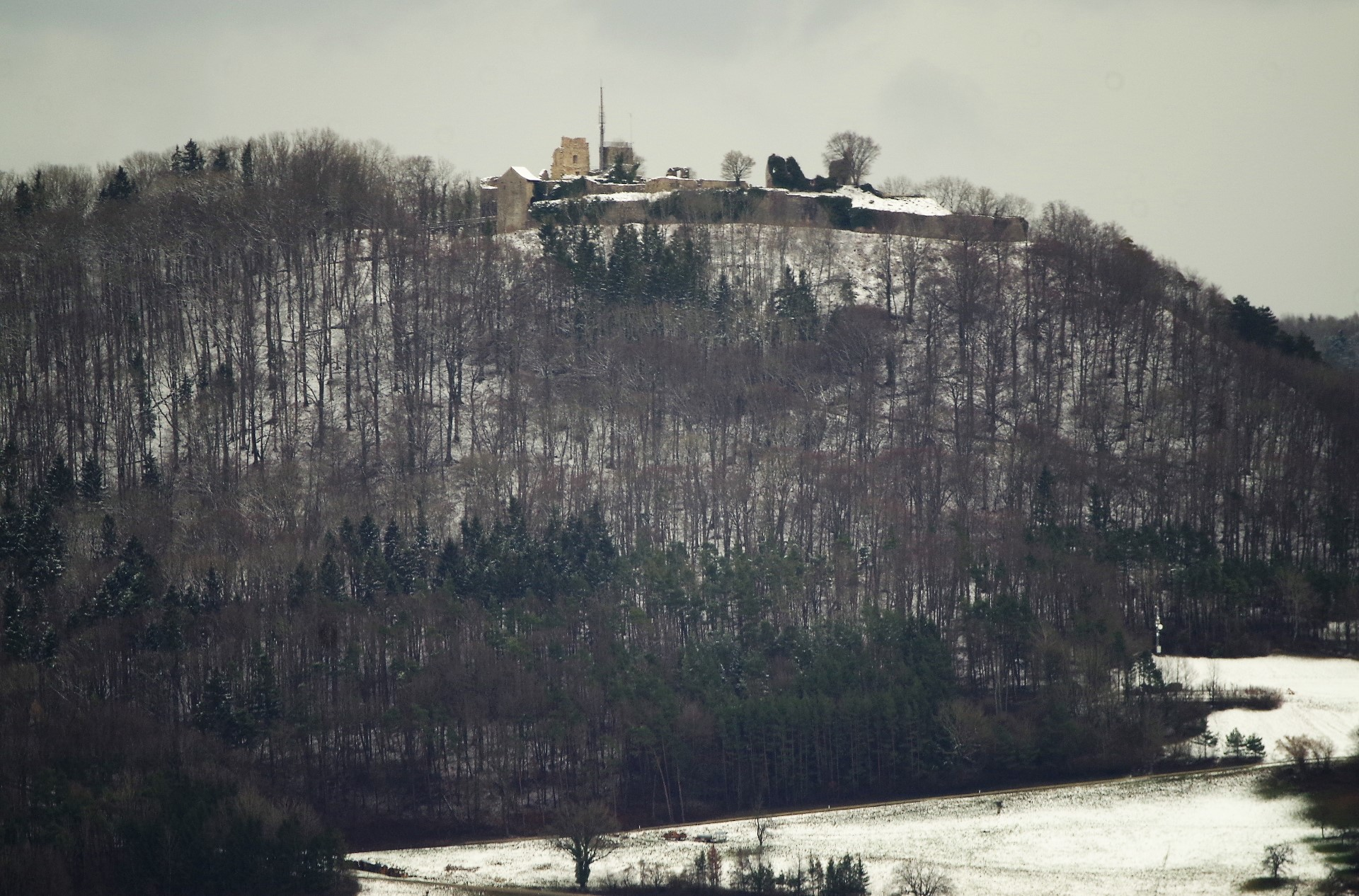
Aufnahme von Norden, Höhe Breitenfeld. 2016

Falls die Schwedische Armee (damaliger Mannschaftsbestand etwa 30.000 Bewaffnete) Anfang März 1634 Richtung Klettgau marschiert wäre, hätte sie mit Sicherheit ein Winterquartier verlassen. Diese Schlussfolgerung ist logistik-logischer Natur und wurde in der Heimatforschung nicht erwogen. Eine Prüfung des Sachverhalts ergibt heute ausreichend dokumentierte Befunde:
- Nachdem sie den Klettgau gründlich verheert und geplündert hatten, verließen die Schweden die verbrannte Landschaft im September 1633. Horn zog nach Konstanz, musste die Belagerung der Stadt jedoch bereits am 5. Oktober 1633 wegen der den Bodensee beherrschenden kaiserliche Flotte wieder beenden. Die Truppen verblieben im oberschwäbisch-bayrischen Raum und sind vom 1. Januar 1634 bis zum 19. März 1634 mit Gros (General Horn) im Winterquartier in Pfullendorf festgestellt.[50]

Diese Darstellung in der Quelle von 1825 nimmt bereits den Zeitraum in Anspruch, in dem das schwedische Heer in den Klettgau eingerückt sein sollte. Die weiteren Angaben zeigen, dass es sich auch in den Monaten danach im schwäbisch-bayrischen Raum aufhielt:

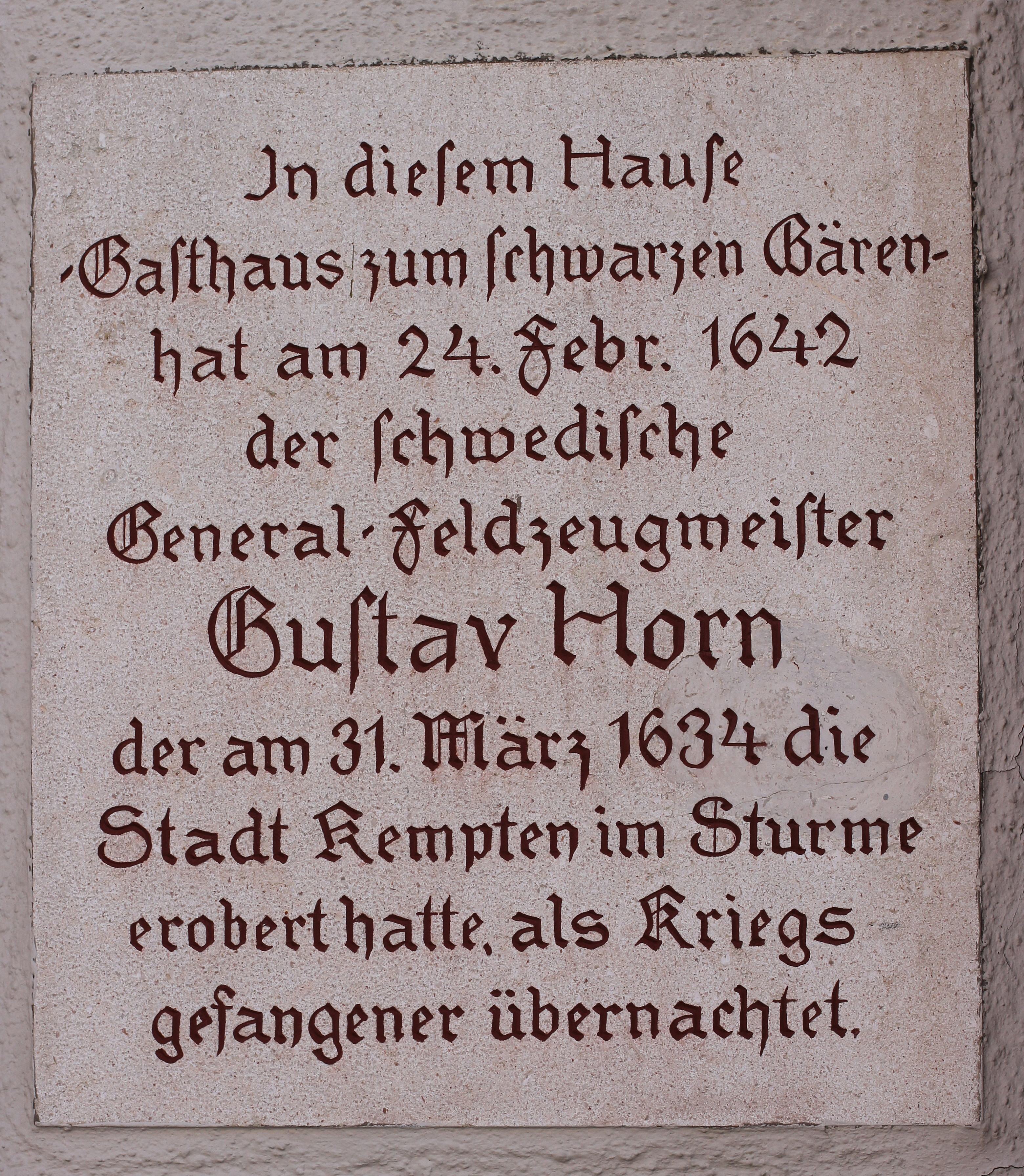
Die Tafel nennt neben der Verwahrung Horns 1642 als Gefangener das Datum 30. Maerz 1634 seine Eroberung der Reichsstadt Kempten

- Kempten: Die Stadt wurde am 20. März 1634 vom Heer des Generals Horn im Handstreich erobert.[51]

- Biberach:

„Die Kaiserlichen […] übernahmen die Stadt am 27. September. Doch bereits am 25. März 1634 eroberten die Schweden die Stadt wieder zurück.“
- Am 8. April 1634 vereinigte sich das Heer von Gustaf Horn, das vom bayerisch-katholischen Ligaheer unter Aldringen verfolgt wurde, mit dem Heer von Herzog Bernhard zwischen Donauwörth und Augsburg.[53]

Siehe: Kämpfe um Regensburg (1632–1634)
- Zur Geschichte der Stadt Memmingen findet sich folgende Angabe:

Im Frühjahr 1634 kam es zu einer Belagerung der Stadt durch schwedische Truppen des Feldmarschalls Gustaf Horn, die bei Buxach und Amendingen lagerten. Am 12. April wurde die Vorwerke vor dem Niedergassentor mit 4 halben Kartaunen beschossen, die aus Augsburg und Ulm herbeigeholt waren. Abends am 13. April wurde die große Schanze erstürmt, wobei es auf beiden Seiten 250 Tote gab. Am 14. April wurde die Stadt vom Kommandanten Gerhard Graf von Arco an die Schweden übergeben, wobei 400 Mann der Garnison zu den Schweden übergingen.

„Am 23. April 1634 begann die Belagerung der Stadt Überlingen. Mit solcher Wucht ließ General Horn gegen die Stadtmauern anrennen, daß der Donner der Geschütze und der vielen Katapulte gegen die Mauern einem fortgesetzen Erdbeben gleichkam. Obgleich der Schwede wie ein Löwe kämpfte und mit dem Donner der Geschütze die belagerten Menschen entnerven wollte, waren alle Anstrengungen der Feinde umsonst. Der Schwede mußte am 16. Mai 1634 den Belagerungsring um die Stadt aufgeben und die Stadt Überlingen verlassen.“

Daraufhin zog General Horn mit seinem Heer nach Norden weiter.

### Militärische Lage Frühjahr 1634 Hochrhein/Bodensee
Im Winterquartier 1633/34 hatten die Schweden die territoriale Verfügungsgewalt im vorderösterreichischen (süddeutschen) Raum geordnet. Der Schwedische Reichskanzler und Bevollmächtigte am Rhein, Axel Oxenstierna, der die politische Leitung innehatte und mit Horn, seinem Schwiegersohn (1628), auch die militärischen Operationen plante, ernannte bei einem Konvent in Frankfurt Ende 1633 den Stellvertreter Horns, Generalmajor Bernhard Schaffalitzky, zum Oberbefehlshaber über Schwarzwald, Oberschwaben und Bodensee.
Schaffalitzky's Regiment, eine Fußtruppe, lag in Ellwangen im Winterquartier, sein Musterungsplatz war Reutlingen. Anfang März brach Schaffalitzky mit [nach Thomas Mallinger] 800 leicht bewaffneten Soldaten über das Wutachtal an den Hochrhein auf. Abgesehen davon, dass dies die kürzeste Verbindung war, gehörte zu dieser Zeit die Landgrafschaft Stühlingen dem Heilbronner Bund an. Auch die Plünderung des St. Blasianischen Fützen im März 1634 kann in diesen Zusammenhang eingeordnet werden. Die Ankunft von Schaffalitzky und die Aufgabe der Küssaburg stehen zeitlich in Übereinstimmung. Außer der Truppe von Schaffalitzky operierten 1634 keine regulären Verbände des schwedischen Bündnisses in der Region um die Küssaburg.
Nach Friedrich Wernet nahmen die Auseinandersetzungen in der Region eher die Form von Bandenkämpfen an:
„Am 8. März wurde Küßnach ausgeraubt. In den kaiserlichen Truppen standen Lothringer, Kroaten ‚und anderes Gesindel‘. Sie hausten so übel wie die Schweden, die am 10. März Fützen plünderten. […] Der Kleinkrieg begann, zunächst im Schwarzwald. Jeder schlug jeden tot. Der Unterschied zwischen Freund und Feind schwand dahin.“
Schaffalitzky hatte schon Mitte März das verlassene Waldshut besetzt: „Eodem (12. März 1634) ist Oberster Schabalitschgi mit 800 Mann in den Waldstätten angekommen. Waldshut, weil es verlassen, eingenommen und besetzt, hat auch Lauffenburg unterschiedlich Mahl angegriffen, aber wieder abgetrieben worden.“ Über St. Blasien, wo er vermutlich Kontributionen einholte, gelangte Schaffalitzky nach Freiburg, das die Schweden am 11. April 1634 eroberten. Die Schweden standen im kaiserlichen Reich nun „auf dem Gipfel ihrer Macht.“ Doch am 5. und 6. September 1634 wurden die vereinigten schwedischen Heere von einem kaiserlich-bayrischen Heer im Verbund mit einer spanischen Armee in der Schlacht bei Nördlingen vernichtend geschlagen.
Für die kleine Burgbesatzung hatte es keine entscheidende Rolle gespielt, ob ein ganzes Heer oder eine Art ‚Eingreiftruppe‘ wie das schwedische Regiment mit 800 Mann im Anmarsch war und dem Feind sollte auch keine besetzungstaugliche Anlage hinterlassen werden.
Alois Nohls: „Die Zerstörung der Burg war nicht so groß, wie dies der heutige Besucher annehmen könnte. Der Brand auf der Burg beschränkte sich nur auf die brennbaren Holzteile. Die heute noch zu erkennenden weinroten Verfärbungen an den Steinen der Innenräume sind noch Spuren des Brandes von 1634. Nach der Zerstörung der Burg diente die Ruine den umliegenden Dörfern als Steinbruch bis in die Mitte des 19. Jahrhunderts. So wurden zum Beispiel nachweislich Steine geholt zum Bau der Oberlauchringer Mühle, ebenso zum Kirchenbau in Schwerzen, sowie beim Bau der Stationen in Tiengen von der Klausenkapelle zur Kreuzkapelle. Auch zum Aufbau der Schloßhöfe bei der Küssaburg wurden Steine aus der Ruine verwendet.“
Nach dem Westfälischen Frieden von 1648 waren Pläne zum Wiederaufbau erwogen, doch wegen Unrentabilität nicht umgesetzt worden. Die Burg, der keine weitere strategische Bedeutung mehr zukam, verfiel weiter. Bis zum Erwerb des Klettgaus durch das Großherzogtum Baden 1812 blieb sie im Besitz der Fürsten von Schwarzenberg. 1855 wurden der weitere Verfall und die Nutzung als Steinbruch unterbunden.

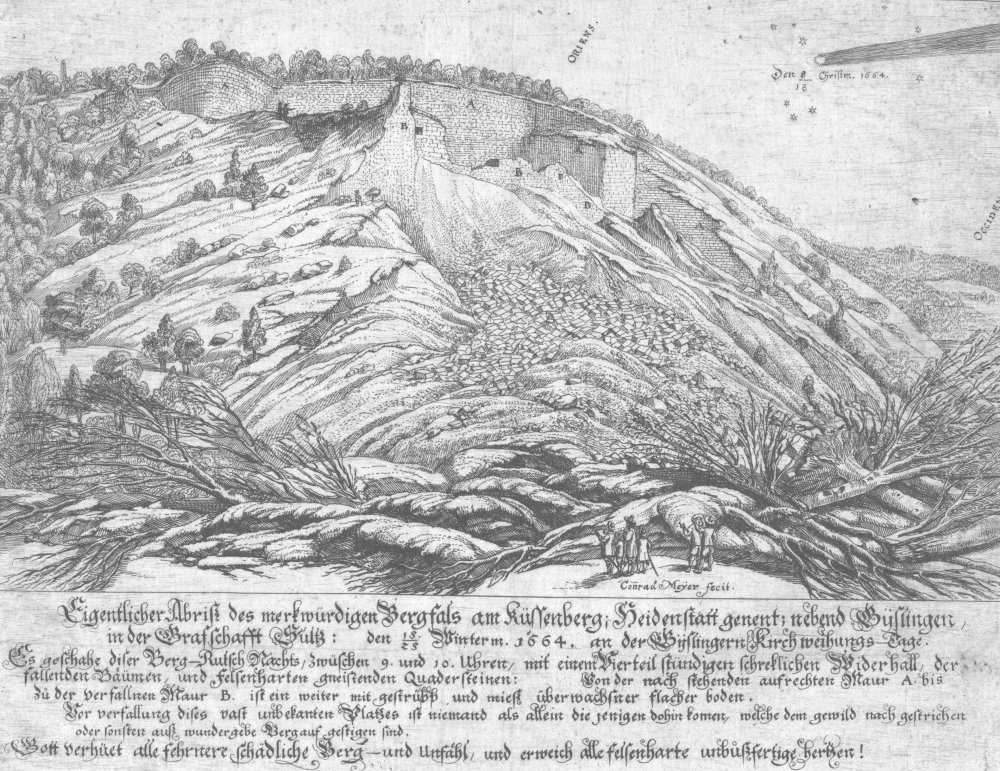
Conrad Meyer: Bergsturz

## Bergsturz am 25. Dezember 1664
Die Darstellung, ein Bergsturz habe weiteren großen Schaden an der durch den Brand teilzerstörten Burg verursacht, geht unter Bezug auf eine zeitgenössische Abbildung des Kupferstechers Conrad Meyer, auf Ernst Wellenreuther, 1965/66, zurück.
Wellenreuther nimmt an, „daß sie damals noch in ihren wesentlichen Teilen erhalten war, und daß ein zweites, noch schwerwiegenderes Ereignis als der Brand vom Jahre 1634, von dem die Geschichtsschreibung bisher noch nichts berichtet hat, das Zerstörungswerk vollendete.“ Der Kupferstich [Siehe Bild] ist mit einem Text versehen, den Wellenreuther nur teilweise im Original zitiert: „Es geschah dieser Berg-Rutsch Nachts, zwüschen neun und zehn Uhren, mit einem Vierteil stündigen schrecklichen Widerhall, der fallenden Bäumen, und Felsenharten gneistenden Quadersteinen – Vor verfallung dises fast unbekanten Platzes ist niemand als allein diejenigen dohin kommen, welche dem Gewild nach gestrichen oder sonsten auf wundergebe Berg auf gestigen sind.“
Nicht zitiert hatte Wellenreuther jedoch die Überschrift zu obigem Text:

„Eigentlicher Abriß des merkwürdigen Bergfals am Küssenberg; Heidenstatt genannt; nebend Geislingen in der Grafschaft Sulz [Datum undeutlich: möglicherweise 25. Dezember] 1664 an der Geislinger Kirchweihungs-Tage.“

Am zuerst zitierten Text irritiert die Angabe, dass es sich um einen ‚fast unbekannten Platz‘ handeln soll, was in Bezug auf die Küssaburg schwerlich glaubhaft, doch noch kein Gegenbeweis ist. Der Ort wird ‚Heidenstatt‘ benannt: Nach einem alten Namen des Gewanns im Klettgau an den Bergen östlich des heutigen Geißlingen. Es fällt auf, dass sich in voller Größe der Wald über die gezeichneten Mauern hinwegzieht, als wären diese verborgen gewesen und erst durch den Hangabrutsch zum Vorschein gekommen. Dies erinnert an das Bild, das oftmals freiliegende Jurakalk-Schichten bieten: In horizontalen Linien gebrochenes, vertikal quaderartig unterteiltes Gestein. Man könnte dabei (aus der Ferne) ehemalige Mauern – einer „Heidenstadt“ – erkennen. Diese Annahme wird dadurch noch unterstrichen, dass sich an der Berghöhe nebenan – östlich in Richtung Geißlingen – auch heute noch ein großer Hangrutsch erkennen lässt, der an der Abbruchkante oben das beschriebene Gesteinsbild besitzt.
Die weitere Annahme von Wellenreuther, „das durch den Bergsturz hervorgerufene Erdbeben hat zweifellos die gesamten mittelalterlichen Bauten, die im Innern der Burg standen, zum Einsturz gebracht“, ist auf dieser Basis spekulativ. Die Hypothese von Wellenreuther wurde von späteren Autoren nicht aufgenommen. Der Bergrutsch fand tatsächlich statt – jedoch an der Anhöhe östlich des die Küssaburg tragenden Berges:
„Von der Küssaburg aus ziehet sich in schön geschwungenen Linien eine Reihe von Bergen in Richtung Osten. Gleich der Erste von ihnen, eine halbe Stunde von Geißlingen entfernt, zeigt eine Örtlichkeit, die durch ihre Benennung auffällt, die sogenannte Heidenstattmauer. […] In einem Gutachten der geologischen Landesanstalt in Freiburg vom 2. Dezember 1933 bezweifelte der Geologe Dr. C. Schnarrenberger schon damals den Bergabsturz an der Küssaburg.“

## Fürsten zu Schwarzenberg
Die Ruine der Festung, der keine weitere strategische Bedeutung zukam, verfiel weiter. Nach dem Tod des letzten männlichen Grafen von Sulz wäre das Pfandlehen der Küssaburg rechtmäßig an das Bistum Konstanz zurückgefallen. Johann Ludwig II. von Sulz verhinderte dies durch eine Fideikommiss- und Primogenitur-Disposition zugunsten seiner Töchter. Durch diese erbrechtliche Konstruktion kam der 1698 zur gefürsteten Landgrafschaft erhobene Klettgau über die Heirat von Maria Anna von Sulz mit Ferdinand von Schwarzenberg 1703 im Ganzen an das Haus Schwarzenberg. Die Schwarzenberger führen seither auch den Grafentitel von Sulz und den Landgrafentitel des Klettgau. Der Verwaltungssitz der Herrschaft Schwarzenberg im Klettgau war das Schloss Tiengen. Bis zum Erwerb des Klettgaus durch das Großherzogtum Baden 1812 blieb die Küssaburg im Besitz der Fürsten von Schwarzenberg.

## Als Ruine

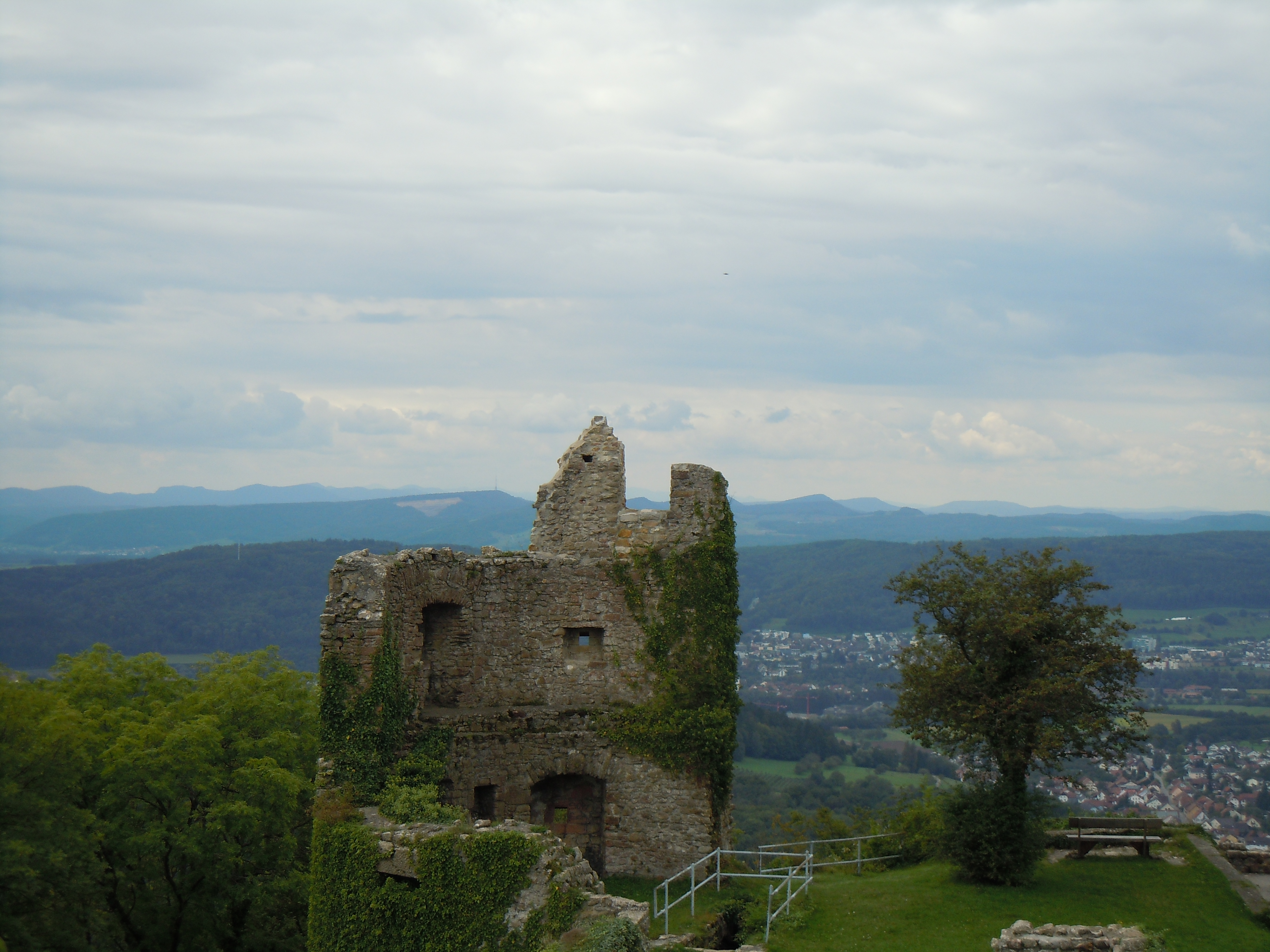
Südwestturm, 2012

Die Burg wurde zwar nicht wieder aufgebaut, doch wurde sie auch nicht erhalten:

„Die Zerstörung der Burg war nicht so groß, wie dies der heutige Besucher annehmen könnte. Der Brand auf der Burg beschränkte sich nur auf die brennbaren Holzteile. Die heute noch zu erkennenden weinroten Verfärbungen an den Steinen der Innenräume sind noch Spuren des Brandes von 1634. Nach der Zerstörung der Burg diente die Ruine den umliegenden Dörfern als Steinbruch bis in die Mitte des 19. Jahrhunderts. So wurden zum Beispiel nachweislich Steine geholt zum Bau der Oberlauchringer Mühle, ebenso zum Kirchenbau in Schwerzen, sowie beim Bau der Stationen in Tiengen von der Klausenkapelle zur Kreuzkapelle. Auch zum Aufbau der Schloßhöfe bei der Küssaburg wurden Steine aus der Ruine verwendet.“

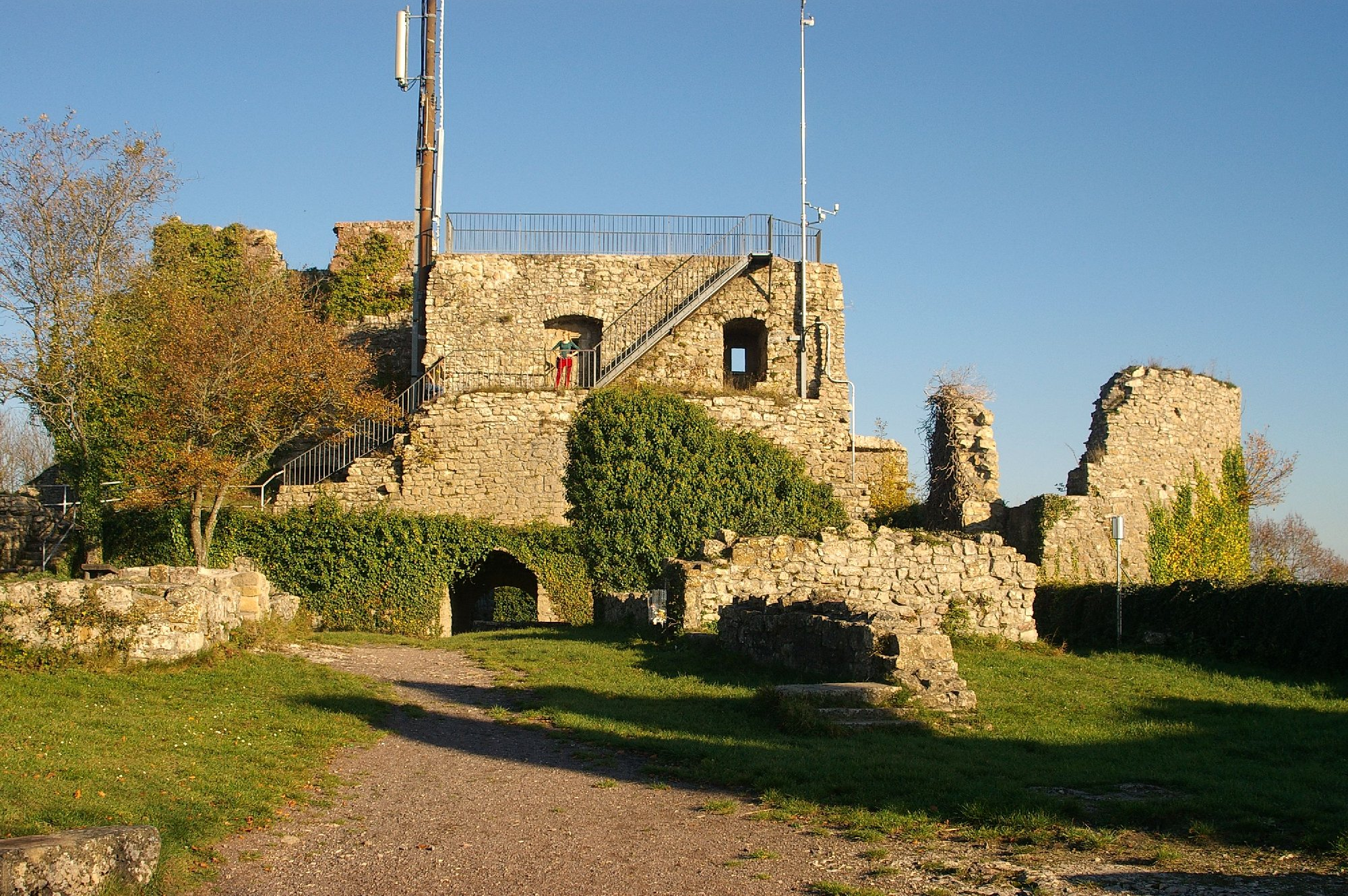
Burgplateau, Blick nach Osten mit Aussichtsplattform

Diese Maßnahmen erforderten zumindest die Zustimmung des Tiengener Bauinspektors Paul Fritschi. Am 31. Mai 1855 erhielt die Bauinspektion Waldshut von der Direction der Forste, Berg- und Hüttenwerke Karlsruhe den Auftrag die Ruine ohne Störung des Charakters zu erschließen.

### Ausgrabungen und Rekonstruktionen
Im 19. Jahrhundert „erwachte mit der Romantik auch der Sinn für die Pflege und Unterhaltung der Ruine, die staatliches Eigentum geworden war. Im Jahr 1855 wurde die zwischen dem Torbau und dem östlichen Batterieturm [Turm I] gelegene Wendeltreppe erneuert und die ebenerdige, nach Norden gelegene Schießscharte zu einem Eingang erweitert.“ Damals gab es keine Zugbrücke mehr und hinter dem Tor lag meterhoch Schutt.
Freilegung 1896–1900

1896 bis 1897 erfolgten erste systematische Grabungen in der Ruine. Die Grabungsfunde gelangten in den Besitz des großherzoglichen Sammlung für Altertums- und Völkerkunde in Karlsruhe. Eine qualitätvolle grünglasierte Ofenkachel aus der zweiten Hälfte des 15. Jahrhunderts, die hinter dem Tor des Pallas gefunden wurde, ist heute noch Bestandteil der Ausstellung zum Thema Spätmittelalter im Badischen Landesmuseum. Die quadratische Kachel zeigt ein musizierendes Paar am Brunnen (Inventarnummer C 7673 Landesmuseum Karlsruhe). Die Darstellung geht auf eine seitenverkehrte Kupferstichvorlage des Meisters E. S. (L 203) zurück.

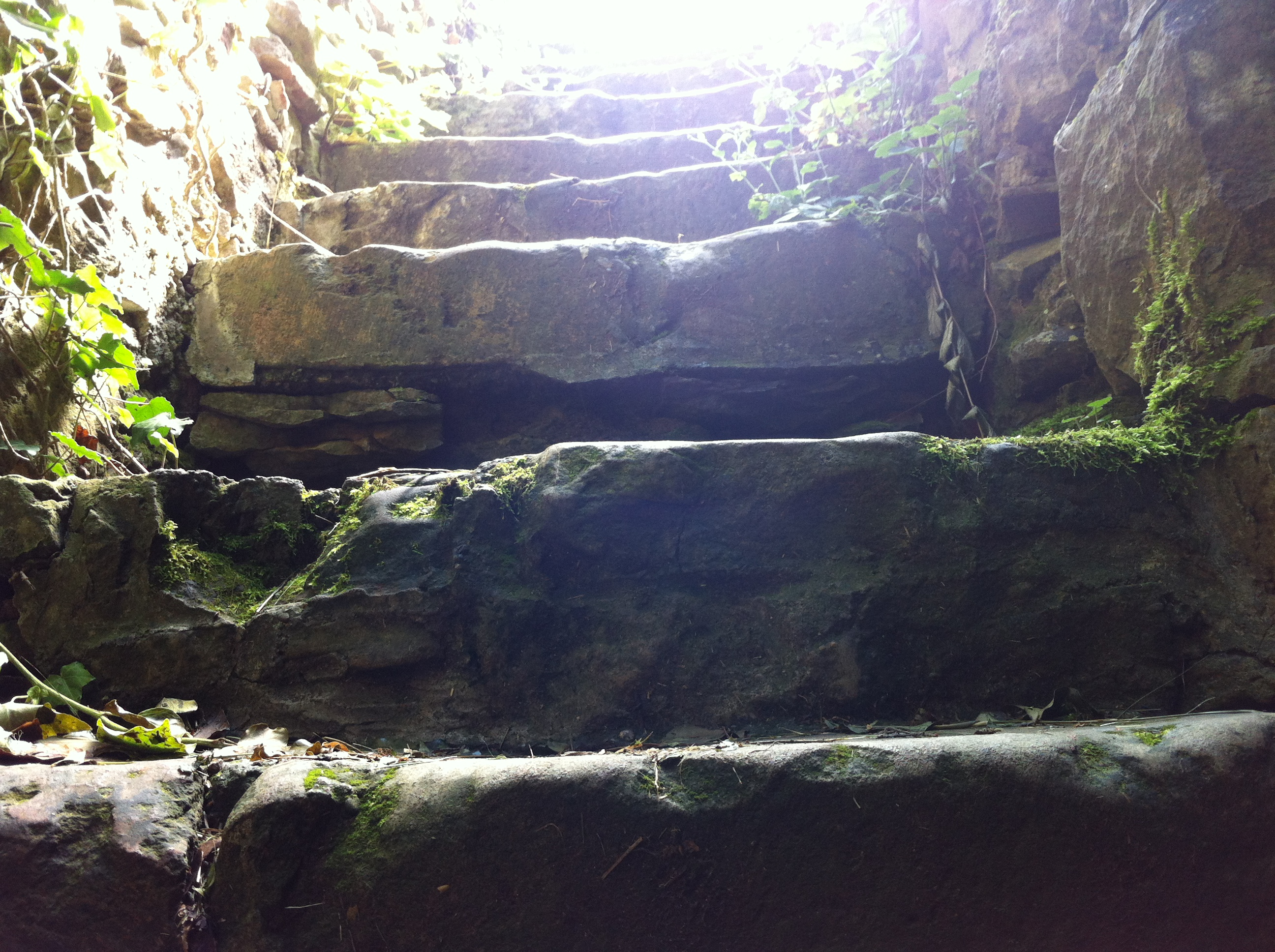
Treppe zum Kerker des Südwestturm

Ausgegraben wurde der südwestliche Turm III – „die Treppe in die unteren Geschosse dieses Turms blieb noch verborgen“, das gegenüberliegende Tor ins Burginnere wurde freigelegt: „Es war in der Höhe der Radachse soweit ausgearbeitet, daß bei der geringen Torbreite von 1,63 Meter ein Wagen eben noch durchfahren konnte.“ Innerhalb des Rondells fand man eine Abfallgrube und eine Fundamentmauer mit Teilen von Mühl- und Schleifsteinen. Beim südöstlichen „Turm II wurde die Treppenanlage zu den Untergeschossen freigelegt“, dazu das Hofpflaster um die Zisterne und eine „zweite Ummauerung des Schachtes, welcher damit mit großer Sorgfalt gegen Wasserverluste und Verschmutzungen geschützt war. Hinter dem großen Pallastor wurden teile eines Kachelofens gefunden. Einige gut erhaltene Kacheln, von denen eine die Inschrift ‚Maria‘ trug, wurden der Großherzoglichen Sammlung für Altertums- und Völkerkunde in Karlsruhe übergeben.“
Ausgrabungen 1933 bis 1939

Unter der Leitung von Regierungsbaurat Siebold (Bezirksbauamt Waldshut) wurde die Burganlage dann vollständig freigelegt. „Nachdem das gesamte Ruinengebiet von dem üppig wuchernden Gestrüpp befreit war, mußten etwa viertausendfünfhundert Kubikmeter Schutt, der bis zu drei Meter hoch lag, weggeschafft werden.“ Vor allem der Zwinger wurde ausgeräumt, hier fanden sich auch viele Mönch- und Nonnenziegel. „Zug um Zug mit den Freilegungen wurde das Mauerwerk instandgesetzt.“ An Fundstücken sind zu erwähnen: Tür- und Fensterbeschläge, Teile von Waffen und Rüstungen, eine wappenhaltende Figur aus Eisen, verschiedene Messer, Schlüssel, Nadeln aus Bronze und Münzen.

„Auf dem Boden der Zisterne, die die bis zu ihrem acht Meter tiefliegendem Grund wieder ausgehoben wurde, kamen eine Hellebarde mit Holzresten, ein gut erhaltener Kugelgießapparat und eine Kupferpfanne zum Vorschein. Leider wurden diese Gegenstände, die den Grundstock für ein Küssaberg-Museum bilden sollten, im Laufe des vergangenen Krieges gestohlen.“

Baustrukturen werden nun erkannt, etwa ein zweites Tor innerhalb des Zwingers, die Küche im inneren nördlichen Bereich und die Pallasküche zwischen Bergfried und Torgebäude. Die Um- und Neubauten der Jahre 1525 bis 1529 können genauer festgestellt werden.
In der Kriegs- und Nachkriegszeit war die Baupflege unterbrochen – „wegen der drohenden Einsturzgefahr ganzer Mauerzüge mußte 1955 das Burggelände gesperrt werden.“ Ein Verdienst der Grabungsarbeiten der 1930er Jahre war, „daß es Bauoberinspektor Emil Müller (Waldshut) möglich war, die nunmehr freigelegte Burg genau zu vermessen und in Zeichnungen im Maßstab 1:200 festzuhalten.“
Diese Planzeichnungen boten die Grundlage für Rekonstruktionen, die von Ernst Wellenreuther 1965 und von Paul Klahn jun. 1996 vorgenommen wurden.
Rekonstruktionen

Beide Arbeiten gingen vom Zustand der Burg „nach dem Umbau zur ‚Kanonenfestung‘ (1525–1529)“ (Klahn) aus. Die wichtigsten Unterschiede liegen darin, dass Wellenreuther den Bergfried noch als erhalten ansieht, während Klahn ihn als nicht mehr überragenden Teil eines wesentlich vergrößerten Pallas annimmt und im Gegensatz zu dem Vorgänger das Rondell als vollständig überbaut betrachtet. Klahn ging von einem höheren Raumbedarf aus als Wellenreuther. Bei seiner Vergrößerung des Pallas ging er von der Darstellung der Burg von 1480 aus, die „im Kloster St. Georg in Stein a. Rh. hängt.“ Beide Autoren beziehen sich als Grundlage ansonsten auf einen „Stich aus dem 18. Jahrhundert, der detailgetreu die Frontansicht des Schloßes Küssenberg zeigt“ (Klahn) bzw. „ein getreues Bild der damaligen Ruine von der Ostseite. Er zeigt, daß der damalige Bestand nicht viel umfangreicher war als heute.“ (Wellenreuther).

### Wappen über dem Burgeingang
Es ist heute nicht mehr mit Sicherheit nachzuweisen, welches Wappen über dem Burgtor ursprünglich angebracht war.
Johannes Meyer von Rüdlingen, 1866, schrieb:
„Noch steht über der Wölbung des Thores der Sandstein, worauf einst das Wappen der Küssenberger 1) prangte.“ Unter Anmerkung 1) zitiert er:
1) „Fr. Hurter, ein Tag auf Küssenberg, S. 19, sagt, dies Wappen sey ein Löwenkopf gewesen, allein nach Mone, Zeitschr. f. Gesch. d. Oberrheins Bd. 3, 253, zeigt das Siegel des Grafen Heinrich von K. in seinem Schilde drei liegende Halbmonde.“
Dagegen Alfred Nohl:
„Ein Wanderer, der um das Jahr 1800 die Ruine besuchte, sah die noch angebrachten Wappen der Bischöfe von Konstanz und die der Grafen von Sulz.“
Die hoheitsrechtliche Situation der Küssaburg infolge des Pfandvertrages spricht für ein derartiges Doppelwappen. Eine grobe Abbildung des Doppelwappens findet sich auf der Ruinendarstellung Johann Melchior Füsslis. Nach Franz Xaver Kraus, der sich auf Christian Roder bezieht, wurde der Wappenstein um 1847 gestohlen und zu Schleifsteinen verarbeitet. Detaillierte Abbildungen der Wappen sind nicht bekannt.

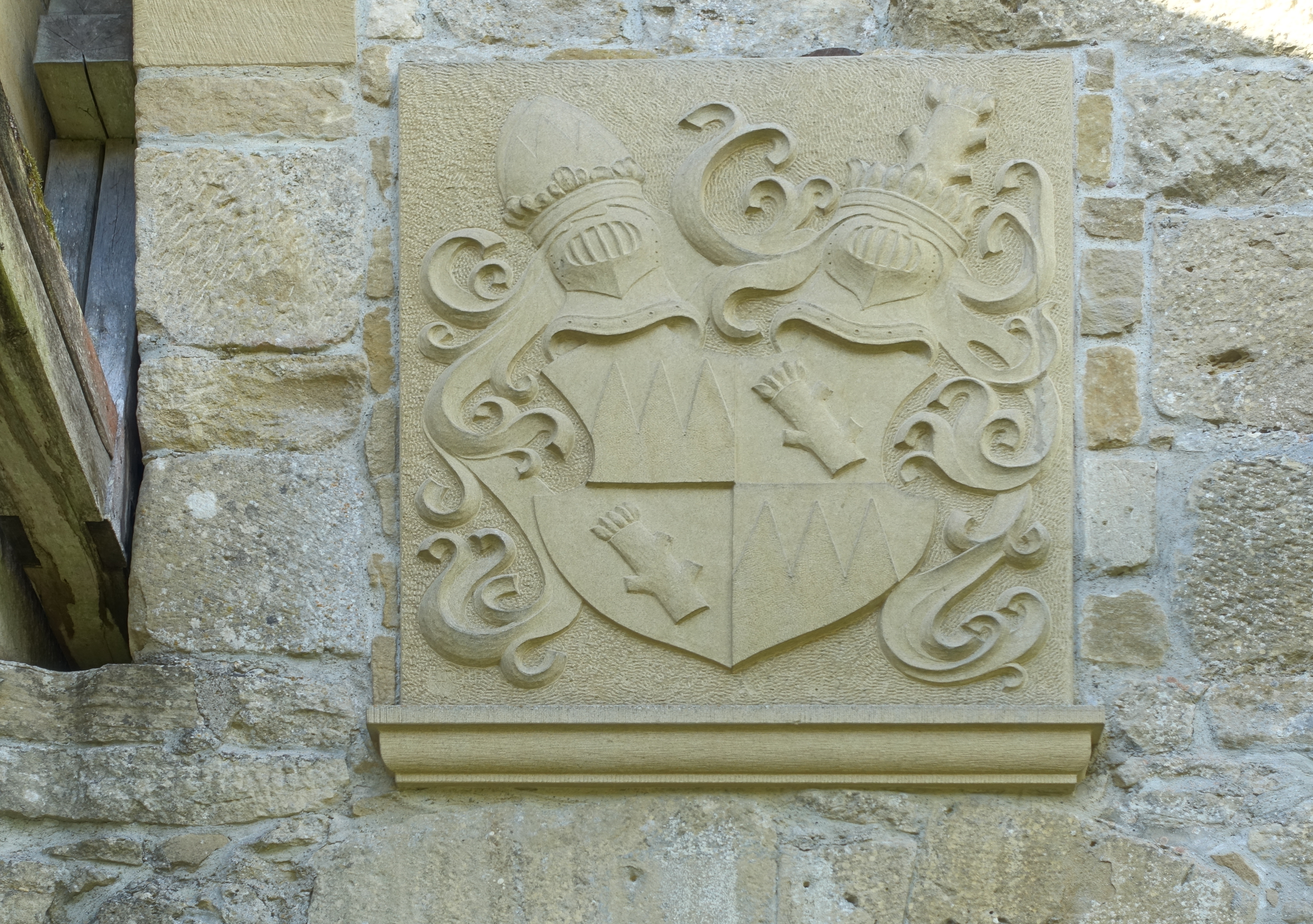
Moderne, keine authentische Darstellung (1983)

Das heutige Wappen über dem rekonstruierten Burgeingang wurde 1983 vom Bildhauer Ernst Keller aus Lottstetten nach einem Entwurf des Waldshuter Regierungsbauamtmannes Ernst Wellenreuther angefertigt. Die Farben sind durch unterschiedliche Strukturierung der Oberfläche angedeutet. Wellenreuther orientierte sich in seiner Darstellung an dem jüngeren Wappen der Grafen von Sulz in Johann Siebmachers Wappenbuch von 1605. Die Bischofsmütze ist auf den Wappen der Sulzer seit Ende des 14. Jahrhunderts nachweisbar und hat keinen Bezug zum Bistum Konstanz.
Das Wappen ist wie folgt als Kleindenkmal erfasst:
Erfassungsbogen für Kleindenkmale
```
Kenn – Nr. 6980.06.08 Kurzbezeichnung: 0608
Objekt: 
Wappen über dem Hauptzugang zur Küssaburg
. Kartiert: Juni 2012
Landkreis: Waldshut Gemeinde: 79790 Küssaberg
```

```
Ortsteil: Bechtersbohl, (Gemarkung Bechtersbohl). Früher bestand eine eigene Gemarkung „Küssaberg“.
Gewann: Distrikt Schlossberg Flurstück: 801, Eigentümer: Landkreis Waldshut.
Ruine Küssaburg, östliche Fassade, Eingangsgebäude.
```

```
Karte DGK 1:5000 – Blatt „Bechtersbohl Süd“ Nr. 8416.1 Rechtswert: 34.51.520 Hochwert: 52.73.955
Art des Kleindenkmals: Wappentafel neueren Datums. Datierung: 1982 ermittelt aus den Akten.
```

Beschreibung nach W. Pabst:
Die Tafel zeigt in zwei Wappenfeldern jeweils das Wappen der Grafen von Sulz, drei nach oben gerichtete Spitzen. In zwei weiteren Wappenfeldern erkennt man einen brennenden Ast, der dem Wappen der Edelfreien von Brandis entlehnt ist, deren Schloss sich in der Nähe von Vaduz befand. Das Wappen der Familie von Brandis kam durch Einheirat der Verena von Brandis in das Wappen der Grafen von Sulz. Die „Sulzer“ waren die letzten Besitzer der Burg vor deren endgültiger Zerstörung im Jahre 1634 während des Dreißigjährigen Krieges. […] Der linke der beiden Turnierhelme auf der Wappentafel trägt eine Bischofsmitra. Diese Darstellung soll daran erinnern, dass sich die Burg von 1245 bis 1497 im Besitz des Hochstiftes Konstanz befand. […] In seinem Epos „Elsbeth von Küssaberg“ schreibt der Dichter Karl Friedrich Würtenberger er habe über dem Eingang zur Burg „ein Wappen mit dem Kopf eines Löwen“ gesehen.
Für den Erhalt der Burg als kulturhistorisches Denkmal ist der Küssaburgbund zuständig.

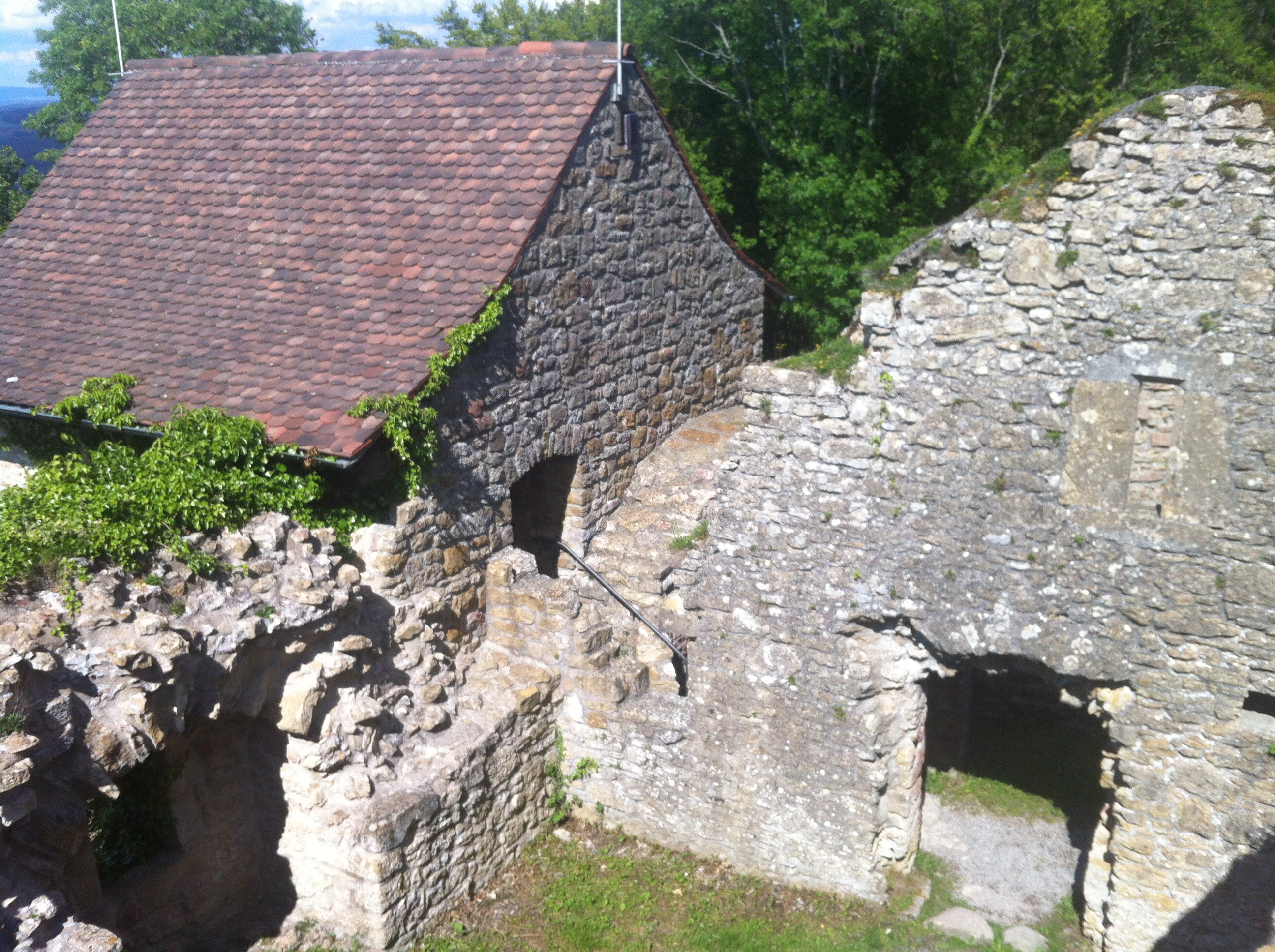
Torhaus (Lager Küssaburgbund), vorn die Alte Küche

### Küssaburg-Bund
„Der Heimatschriftsteller Samuel Pletscher (gründete) am 3. Juni 1893 den ersten Küssaburg-Bund mit Sitz in Oberlauchrigen, der jedoch nur kurze Zeit bestand.“
Der Küssaburgbund wurde im Zuge der Ausgrabungen der 1930er Jahre 1934 neu gegründet und durch Landrat Wilfrid Schäfer 1956 wieder neu belebt. Nachfolger von Landrat Schäfer als Vorsitzender wurde 1972 Franz Schmidt, ehemaliger Bürgermeister von Tiengen, der gemeinsam mit Bürgermeister Berthold Schmidt von Lauchringen die Übernahme der Burg im Sommer 1978 durch den Landkreis Waldshut unter Landrat Dr. Nothhelfer bewirkte. „Neben den immer wieder notwendig werdenden Konservierungsarbeiten an den Mauerflächen und Mauerkronen wurde als herausragende Arbeit der Wiederaufbau des Burgtorgebäudes mit Einbau einer Zugbrücke durchgeführt.“
Funktionsfähige Zugbrücke

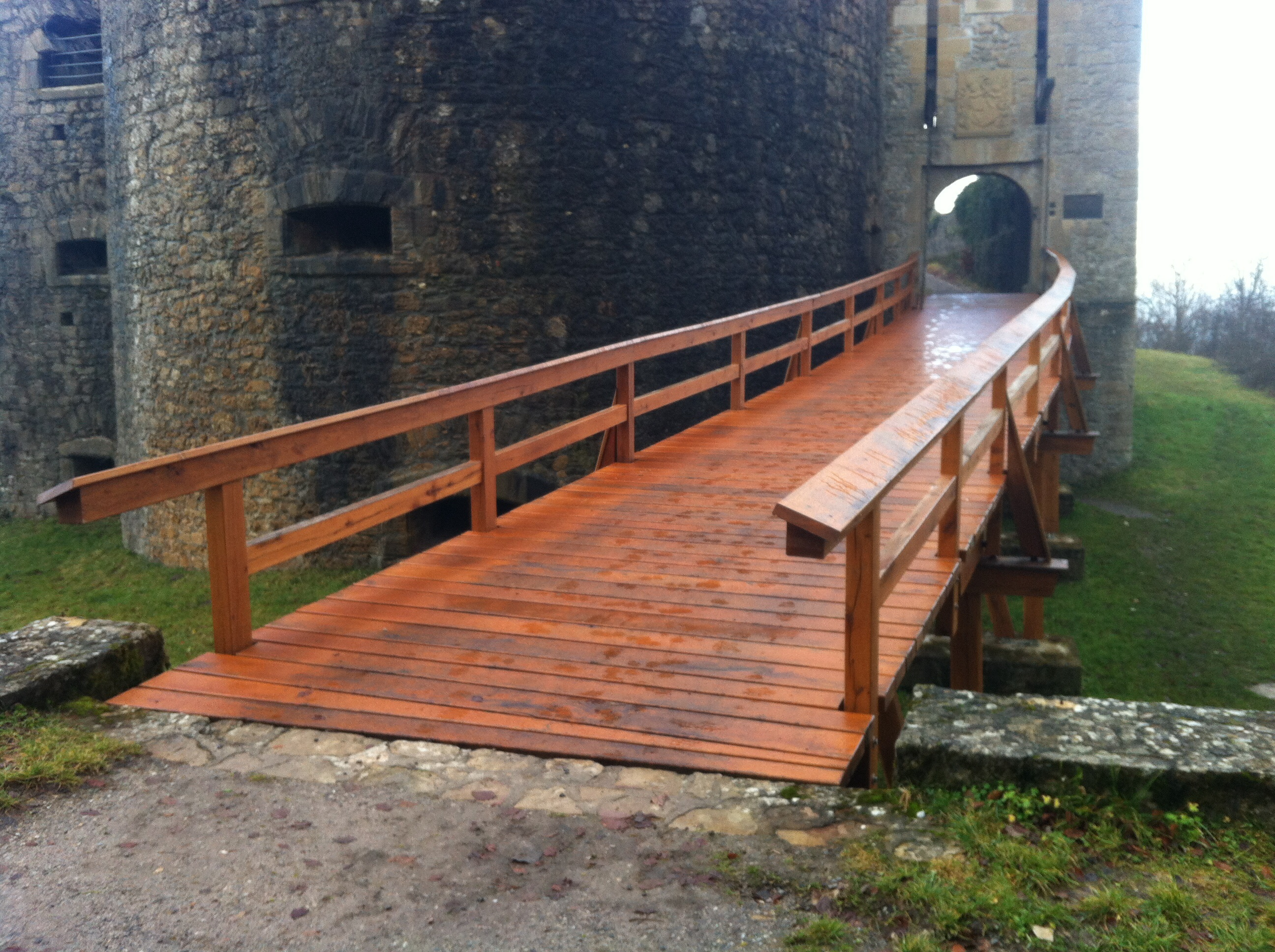
Die neue Zugbrücke 2017

„Die Wiederherstellung einer voll funktionsfähigen Zugbrücke […], eine Zugbrücke zu rekonstruieren, die vor mehreren hundert Jahren existierte, (… sollte) mehr als zwei Jahre in Anspruch nehmen.“ Durch Zimmermeister Josef Morath wurde die fertiggestellte Küssaburger Zugbrücke 1981 in Betrieb genommen. Der Mechanismus war so präzise justiert, dass „ab einem Winkel von 45 Grad die Brücke von selbst zuging.“ 1996 wurde die mittlerweile schwergängigere Funktion durch eine Verstärkung des Gegengewichts wieder ausgeglichen. Die aktuelle Variante der Zugbrücke stammt vom Mai 2017.
Eine ausführliche Baubeschreibung der Burgruine unter: Küssaburg in der wissenschaftlichen Datenbank „EBIDAT“ des Europäischen Burgeninstituts

## In der Kunst
- Auf dem Freskenzyklus von David von Winkelsheim an der Nordwand im Festsaal des Klosters St. Georgen in Stein am Rhein wurde durch Ambrosius Holbein 1515 die Zurzacher Messe dargestellt. Oben rechts im Hintergrund ist eine Idealdarstellung der Küssaburg abgebildet.[76]

- Das Fresco siehe: Wandbild im Kloster

- Eine weitere Abbildung der unzerstörten Burg findet sich in der Stumpf-Chronik von 1548 oben rechts auf einem Holzschnitt der Messe von Zurzach.

- Eine Miniaturansicht der noch unzerstörten Festung findet sich auf einer Militärkarte Hans Conrad Gygers.[77]

- Eine Darstellung der Ruine aus der Ferne zeigt die Zurzach-Ansicht Merians von 1654.

- Von Conrad Meyer stammt der Einblattdruck Eigentlicher Abriss des merkwürdigen Bergfalls am Küssaberg. von 1665.

- Gleich drei Ansichten der Burg, darunter eine detaillierte Darstellung der Ostseite der Ruine mit dem Toreingang, wurden von Johann Caspar Ulinger nach Zeichnungen Johann Melchior Füsslis 1730 bei Johann Andreas Pfeffel in Augsburg verlegt.

- Um 1735 ist die Ruine auf einer Ansicht Tiengens von Johann Heinrich Meyer (1688–1749) dargestellt. Eine freie Darstellung der Ruine aus der zweiten Hälfte des 18. Jahrhunderts in Öl wird im Heimatmuseum Tiengen aufbewahrt.

- Joseph Mallord William Turners Ruined Castle among Trees; Küssaberg near Lauchringen 1802., ist im Lake Thun Sketchbook in der Tate Gallery London erhalten.

- Eine Tuschezeichnung der Küssaburg von Maximilian von Ring, datiert 1828, wird in der Sammlung des Augustinermuseums in Freiburg aufbewahrt und diente zur Vorlage der Tafel 14: Kussenburg, in: Malerische Ansichten der Ritterburgen Deutschlands nach den Originalzeichnungen des Hrn. Maximilian von Ring. Das Großherzogthum Baden, 1: Südlicher Theil von dem Kinzigthale bis an den Bodensee, Strasbourg, Levrault 1829.

- Im zweiten Drittel des 19. Jahrhunderts entstanden zwei Darstellungen von der Westseite, die 1839 im ersten Band von Joseph Baders Badenia. nach Seite 34 veröffentlicht wurden.

- Der Burgenforscher Eduard Schuster veröffentlichte 1908 Zeichnungen der Ruine in seiner Publikation Die Burgen und Schlösser Badens.

- In den 1960er Jahren war die Küssaberg ein beliebtes Motiv des Heimatmalers Christian Gotthard Hirsch.

- Ein Kuriosum ist das Zinnpanorama Der Bauernkrieg im Klettgau (Hochrhein), die Küssaburg und die Schlacht auf dem Rafzer Feld am 4. November 1525, dargestellt in Zinnfiguren und Landschaftsmodellen durch die Zinnfigurenklause im Freiburger Schwabentor.[78]

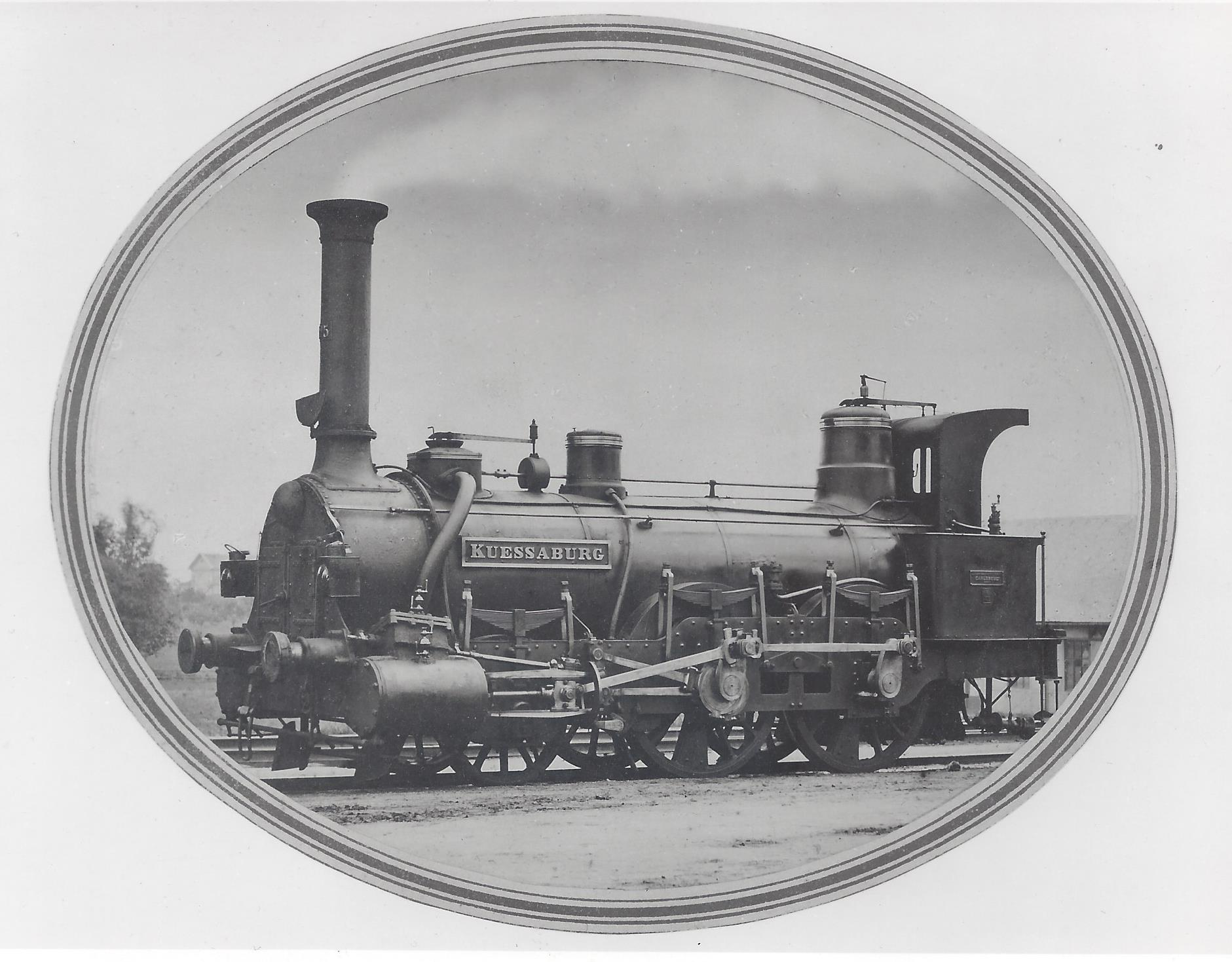
Dampflokomotive Küssaburg (1856)

- Eine Ehrung der Burg in der Technikgeschichte ist, dass die erste auf der Hochrheinbahn in Dienst gestellte Dampflokomotive nach der Küssaburg benannt wurde. Mit ihr wurde die fertige Strecke Basel-Konstanz am 15. Juni 1863 eröffnet.

## Literatur

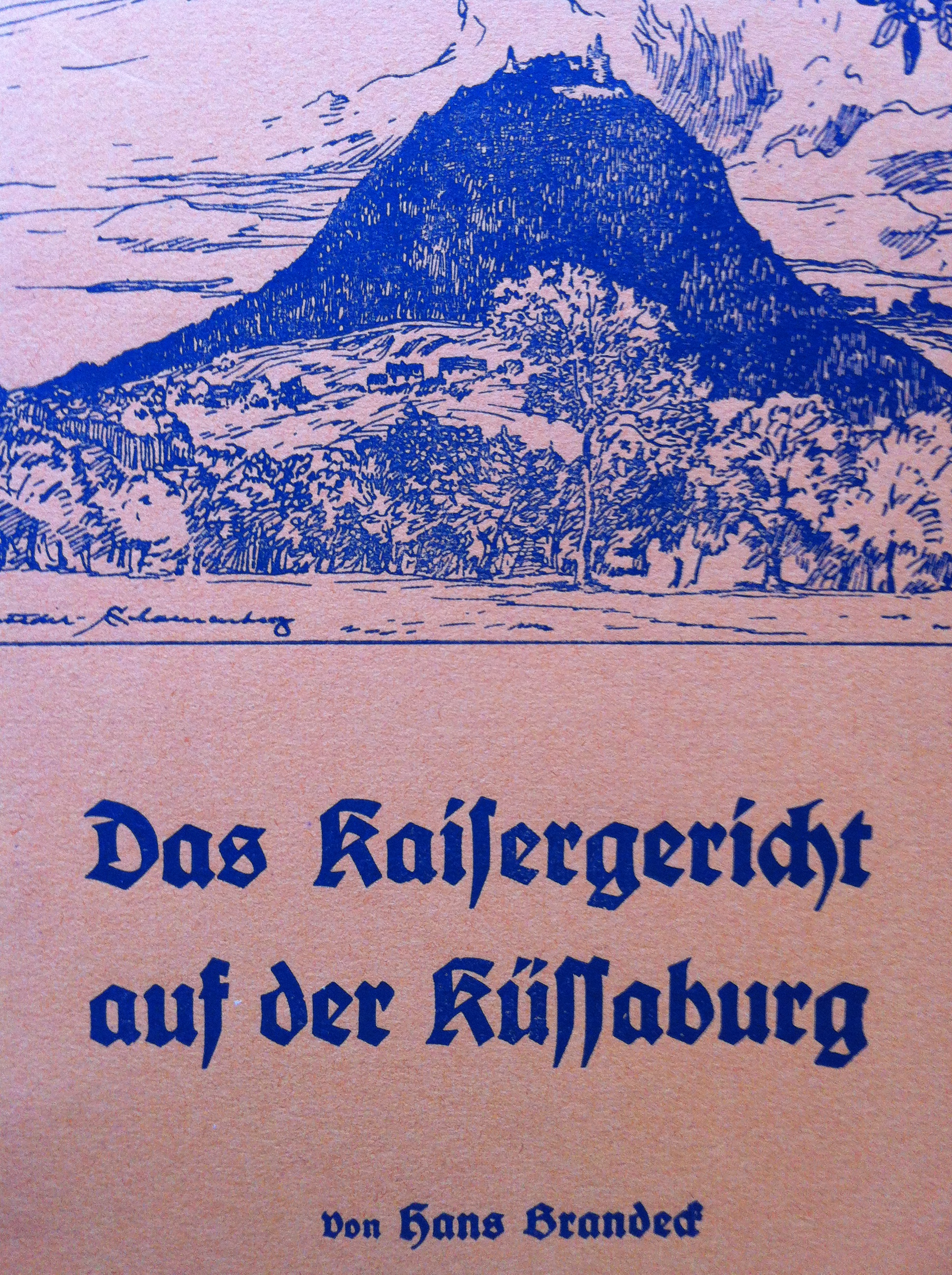
Textheft Theaterstück (Aufführung 1934)